# Жертва (шахмат)
|   | a | b | c | d | e | f | g | h |   |
| 8 | черен цар на бяло поле a8 · черен топ на бяло поле c8 · черна дама на черно поле h8 · черна пешка на черно поле a7 · черна пешка на бяло поле b7 · бял кон на бяло поле d7 · черен кон на черно поле b6 · черен офицер на бяло поле c6 · бял кон на бяло поле e6 · черен офицер на черно поле e5 · черен топ на бяло поле h5 · бяла дама на черно поле f4 · бяла пешка на бяло поле h3 · черен кон на черно поле d2 · бяла пешка на бяло поле g2 · бял топ на черно поле a1 · бял топ на бяло поле f1 · бял офицер на черно поле g1 · бял цар на бяло поле h1 | черен цар на бяло поле a8 · черен топ на бяло поле c8 · черна дама на черно поле h8 · черна пешка на черно поле a7 · черна пешка на бяло поле b7 · бял кон на бяло поле d7 · черен кон на черно поле b6 · черен офицер на бяло поле c6 · бял кон на бяло поле e6 · черен офицер на черно поле e5 · черен топ на бяло поле h5 · бяла дама на черно поле f4 · бяла пешка на бяло поле h3 · черен кон на черно поле d2 · бяла пешка на бяло поле g2 · бял топ на черно поле a1 · бял топ на бяло поле f1 · бял офицер на черно поле g1 · бял цар на бяло поле h1 | черен цар на бяло поле a8 · черен топ на бяло поле c8 · черна дама на черно поле h8 · черна пешка на черно поле a7 · черна пешка на бяло поле b7 · бял кон на бяло поле d7 · черен кон на черно поле b6 · черен офицер на бяло поле c6 · бял кон на бяло поле e6 · черен офицер на черно поле e5 · черен топ на бяло поле h5 · бяла дама на черно поле f4 · бяла пешка на бяло поле h3 · черен кон на черно поле d2 · бяла пешка на бяло поле g2 · бял топ на черно поле a1 · бял топ на бяло поле f1 · бял офицер на черно поле g1 · бял цар на бяло поле h1 | черен цар на бяло поле a8 · черен топ на бяло поле c8 · черна дама на черно поле h8 · черна пешка на черно поле a7 · черна пешка на бяло поле b7 · бял кон на бяло поле d7 · черен кон на черно поле b6 · черен офицер на бяло поле c6 · бял кон на бяло поле e6 · черен офицер на черно поле e5 · черен топ на бяло поле h5 · бяла дама на черно поле f4 · бяла пешка на бяло поле h3 · черен кон на черно поле d2 · бяла пешка на бяло поле g2 · бял топ на черно поле a1 · бял топ на бяло поле f1 · бял офицер на черно поле g1 · бял цар на бяло поле h1 | черен цар на бяло поле a8 · черен топ на бяло поле c8 · черна дама на черно поле h8 · черна пешка на черно поле a7 · черна пешка на бяло поле b7 · бял кон на бяло поле d7 · черен кон на черно поле b6 · черен офицер на бяло поле c6 · бял кон на бяло поле e6 · черен офицер на черно поле e5 · черен топ на бяло поле h5 · бяла дама на черно поле f4 · бяла пешка на бяло поле h3 · черен кон на черно поле d2 · бяла пешка на бяло поле g2 · бял топ на черно поле a1 · бял топ на бяло поле f1 · бял офицер на черно поле g1 · бял цар на бяло поле h1 | черен цар на бяло поле a8 · черен топ на бяло поле c8 · черна дама на черно поле h8 · черна пешка на черно поле a7 · черна пешка на бяло поле b7 · бял кон на бяло поле d7 · черен кон на черно поле b6 · черен офицер на бяло поле c6 · бял кон на бяло поле e6 · черен офицер на черно поле e5 · черен топ на бяло поле h5 · бяла дама на черно поле f4 · бяла пешка на бяло поле h3 · черен кон на черно поле d2 · бяла пешка на бяло поле g2 · бял топ на черно поле a1 · бял топ на бяло поле f1 · бял офицер на черно поле g1 · бял цар на бяло поле h1 | черен цар на бяло поле a8 · черен топ на бяло поле c8 · черна дама на черно поле h8 · черна пешка на черно поле a7 · черна пешка на бяло поле b7 · бял кон на бяло поле d7 · черен кон на черно поле b6 · черен офицер на бяло поле c6 · бял кон на бяло поле e6 · черен офицер на черно поле e5 · черен топ на бяло поле h5 · бяла дама на черно поле f4 · бяла пешка на бяло поле h3 · черен кон на черно поле d2 · бяла пешка на бяло поле g2 · бял топ на черно поле a1 · бял топ на бяло поле f1 · бял офицер на черно поле g1 · бял цар на бяло поле h1 | черен цар на бяло поле a8 · черен топ на бяло поле c8 · черна дама на черно поле h8 · черна пешка на черно поле a7 · черна пешка на бяло поле b7 · бял кон на бяло поле d7 · черен кон на черно поле b6 · черен офицер на бяло поле c6 · бял кон на бяло поле e6 · черен офицер на черно поле e5 · черен топ на бяло поле h5 · бяла дама на черно поле f4 · бяла пешка на бяло поле h3 · черен кон на черно поле d2 · бяла пешка на бяло поле g2 · бял топ на черно поле a1 · бял топ на бяло поле f1 · бял офицер на черно поле g1 · бял цар на бяло поле h1 | 8 |
| 7 | черен цар на бяло поле a8 · черен топ на бяло поле c8 · черна дама на черно поле h8 · черна пешка на черно поле a7 · черна пешка на бяло поле b7 · бял кон на бяло поле d7 · черен кон на черно поле b6 · черен офицер на бяло поле c6 · бял кон на бяло поле e6 · черен офицер на черно поле e5 · черен топ на бяло поле h5 · бяла дама на черно поле f4 · бяла пешка на бяло поле h3 · черен кон на черно поле d2 · бяла пешка на бяло поле g2 · бял топ на черно поле a1 · бял топ на бяло поле f1 · бял офицер на черно поле g1 · бял цар на бяло поле h1 | черен цар на бяло поле a8 · черен топ на бяло поле c8 · черна дама на черно поле h8 · черна пешка на черно поле a7 · черна пешка на бяло поле b7 · бял кон на бяло поле d7 · черен кон на черно поле b6 · черен офицер на бяло поле c6 · бял кон на бяло поле e6 · черен офицер на черно поле e5 · черен топ на бяло поле h5 · бяла дама на черно поле f4 · бяла пешка на бяло поле h3 · черен кон на черно поле d2 · бяла пешка на бяло поле g2 · бял топ на черно поле a1 · бял топ на бяло поле f1 · бял офицер на черно поле g1 · бял цар на бяло поле h1 | черен цар на бяло поле a8 · черен топ на бяло поле c8 · черна дама на черно поле h8 · черна пешка на черно поле a7 · черна пешка на бяло поле b7 · бял кон на бяло поле d7 · черен кон на черно поле b6 · черен офицер на бяло поле c6 · бял кон на бяло поле e6 · черен офицер на черно поле e5 · черен топ на бяло поле h5 · бяла дама на черно поле f4 · бяла пешка на бяло поле h3 · черен кон на черно поле d2 · бяла пешка на бяло поле g2 · бял топ на черно поле a1 · бял топ на бяло поле f1 · бял офицер на черно поле g1 · бял цар на бяло поле h1 | черен цар на бяло поле a8 · черен топ на бяло поле c8 · черна дама на черно поле h8 · черна пешка на черно поле a7 · черна пешка на бяло поле b7 · бял кон на бяло поле d7 · черен кон на черно поле b6 · черен офицер на бяло поле c6 · бял кон на бяло поле e6 · черен офицер на черно поле e5 · черен топ на бяло поле h5 · бяла дама на черно поле f4 · бяла пешка на бяло поле h3 · черен кон на черно поле d2 · бяла пешка на бяло поле g2 · бял топ на черно поле a1 · бял топ на бяло поле f1 · бял офицер на черно поле g1 · бял цар на бяло поле h1 | черен цар на бяло поле a8 · черен топ на бяло поле c8 · черна дама на черно поле h8 · черна пешка на черно поле a7 · черна пешка на бяло поле b7 · бял кон на бяло поле d7 · черен кон на черно поле b6 · черен офицер на бяло поле c6 · бял кон на бяло поле e6 · черен офицер на черно поле e5 · черен топ на бяло поле h5 · бяла дама на черно поле f4 · бяла пешка на бяло поле h3 · черен кон на черно поле d2 · бяла пешка на бяло поле g2 · бял топ на черно поле a1 · бял топ на бяло поле f1 · бял офицер на черно поле g1 · бял цар на бяло поле h1 | черен цар на бяло поле a8 · черен топ на бяло поле c8 · черна дама на черно поле h8 · черна пешка на черно поле a7 · черна пешка на бяло поле b7 · бял кон на бяло поле d7 · черен кон на черно поле b6 · черен офицер на бяло поле c6 · бял кон на бяло поле e6 · черен офицер на черно поле e5 · черен топ на бяло поле h5 · бяла дама на черно поле f4 · бяла пешка на бяло поле h3 · черен кон на черно поле d2 · бяла пешка на бяло поле g2 · бял топ на черно поле a1 · бял топ на бяло поле f1 · бял офицер на черно поле g1 · бял цар на бяло поле h1 | черен цар на бяло поле a8 · черен топ на бяло поле c8 · черна дама на черно поле h8 · черна пешка на черно поле a7 · черна пешка на бяло поле b7 · бял кон на бяло поле d7 · черен кон на черно поле b6 · черен офицер на бяло поле c6 · бял кон на бяло поле e6 · черен офицер на черно поле e5 · черен топ на бяло поле h5 · бяла дама на черно поле f4 · бяла пешка на бяло поле h3 · черен кон на черно поле d2 · бяла пешка на бяло поле g2 · бял топ на черно поле a1 · бял топ на бяло поле f1 · бял офицер на черно поле g1 · бял цар на бяло поле h1 | черен цар на бяло поле a8 · черен топ на бяло поле c8 · черна дама на черно поле h8 · черна пешка на черно поле a7 · черна пешка на бяло поле b7 · бял кон на бяло поле d7 · черен кон на черно поле b6 · черен офицер на бяло поле c6 · бял кон на бяло поле e6 · черен офицер на черно поле e5 · черен топ на бяло поле h5 · бяла дама на черно поле f4 · бяла пешка на бяло поле h3 · черен кон на черно поле d2 · бяла пешка на бяло поле g2 · бял топ на черно поле a1 · бял топ на бяло поле f1 · бял офицер на черно поле g1 · бял цар на бяло поле h1 | 7 |
| 6 | черен цар на бяло поле a8 · черен топ на бяло поле c8 · черна дама на черно поле h8 · черна пешка на черно поле a7 · черна пешка на бяло поле b7 · бял кон на бяло поле d7 · черен кон на черно поле b6 · черен офицер на бяло поле c6 · бял кон на бяло поле e6 · черен офицер на черно поле e5 · черен топ на бяло поле h5 · бяла дама на черно поле f4 · бяла пешка на бяло поле h3 · черен кон на черно поле d2 · бяла пешка на бяло поле g2 · бял топ на черно поле a1 · бял топ на бяло поле f1 · бял офицер на черно поле g1 · бял цар на бяло поле h1 | черен цар на бяло поле a8 · черен топ на бяло поле c8 · черна дама на черно поле h8 · черна пешка на черно поле a7 · черна пешка на бяло поле b7 · бял кон на бяло поле d7 · черен кон на черно поле b6 · черен офицер на бяло поле c6 · бял кон на бяло поле e6 · черен офицер на черно поле e5 · черен топ на бяло поле h5 · бяла дама на черно поле f4 · бяла пешка на бяло поле h3 · черен кон на черно поле d2 · бяла пешка на бяло поле g2 · бял топ на черно поле a1 · бял топ на бяло поле f1 · бял офицер на черно поле g1 · бял цар на бяло поле h1 | черен цар на бяло поле a8 · черен топ на бяло поле c8 · черна дама на черно поле h8 · черна пешка на черно поле a7 · черна пешка на бяло поле b7 · бял кон на бяло поле d7 · черен кон на черно поле b6 · черен офицер на бяло поле c6 · бял кон на бяло поле e6 · черен офицер на черно поле e5 · черен топ на бяло поле h5 · бяла дама на черно поле f4 · бяла пешка на бяло поле h3 · черен кон на черно поле d2 · бяла пешка на бяло поле g2 · бял топ на черно поле a1 · бял топ на бяло поле f1 · бял офицер на черно поле g1 · бял цар на бяло поле h1 | черен цар на бяло поле a8 · черен топ на бяло поле c8 · черна дама на черно поле h8 · черна пешка на черно поле a7 · черна пешка на бяло поле b7 · бял кон на бяло поле d7 · черен кон на черно поле b6 · черен офицер на бяло поле c6 · бял кон на бяло поле e6 · черен офицер на черно поле e5 · черен топ на бяло поле h5 · бяла дама на черно поле f4 · бяла пешка на бяло поле h3 · черен кон на черно поле d2 · бяла пешка на бяло поле g2 · бял топ на черно поле a1 · бял топ на бяло поле f1 · бял офицер на черно поле g1 · бял цар на бяло поле h1 | черен цар на бяло поле a8 · черен топ на бяло поле c8 · черна дама на черно поле h8 · черна пешка на черно поле a7 · черна пешка на бяло поле b7 · бял кон на бяло поле d7 · черен кон на черно поле b6 · черен офицер на бяло поле c6 · бял кон на бяло поле e6 · черен офицер на черно поле e5 · черен топ на бяло поле h5 · бяла дама на черно поле f4 · бяла пешка на бяло поле h3 · черен кон на черно поле d2 · бяла пешка на бяло поле g2 · бял топ на черно поле a1 · бял топ на бяло поле f1 · бял офицер на черно поле g1 · бял цар на бяло поле h1 | черен цар на бяло поле a8 · черен топ на бяло поле c8 · черна дама на черно поле h8 · черна пешка на черно поле a7 · черна пешка на бяло поле b7 · бял кон на бяло поле d7 · черен кон на черно поле b6 · черен офицер на бяло поле c6 · бял кон на бяло поле e6 · черен офицер на черно поле e5 · черен топ на бяло поле h5 · бяла дама на черно поле f4 · бяла пешка на бяло поле h3 · черен кон на черно поле d2 · бяла пешка на бяло поле g2 · бял топ на черно поле a1 · бял топ на бяло поле f1 · бял офицер на черно поле g1 · бял цар на бяло поле h1 | черен цар на бяло поле a8 · черен топ на бяло поле c8 · черна дама на черно поле h8 · черна пешка на черно поле a7 · черна пешка на бяло поле b7 · бял кон на бяло поле d7 · черен кон на черно поле b6 · черен офицер на бяло поле c6 · бял кон на бяло поле e6 · черен офицер на черно поле e5 · черен топ на бяло поле h5 · бяла дама на черно поле f4 · бяла пешка на бяло поле h3 · черен кон на черно поле d2 · бяла пешка на бяло поле g2 · бял топ на черно поле a1 · бял топ на бяло поле f1 · бял офицер на черно поле g1 · бял цар на бяло поле h1 | черен цар на бяло поле a8 · черен топ на бяло поле c8 · черна дама на черно поле h8 · черна пешка на черно поле a7 · черна пешка на бяло поле b7 · бял кон на бяло поле d7 · черен кон на черно поле b6 · черен офицер на бяло поле c6 · бял кон на бяло поле e6 · черен офицер на черно поле e5 · черен топ на бяло поле h5 · бяла дама на черно поле f4 · бяла пешка на бяло поле h3 · черен кон на черно поле d2 · бяла пешка на бяло поле g2 · бял топ на черно поле a1 · бял топ на бяло поле f1 · бял офицер на черно поле g1 · бял цар на бяло поле h1 | 6 |
| 5 | черен цар на бяло поле a8 · черен топ на бяло поле c8 · черна дама на черно поле h8 · черна пешка на черно поле a7 · черна пешка на бяло поле b7 · бял кон на бяло поле d7 · черен кон на черно поле b6 · черен офицер на бяло поле c6 · бял кон на бяло поле e6 · черен офицер на черно поле e5 · черен топ на бяло поле h5 · бяла дама на черно поле f4 · бяла пешка на бяло поле h3 · черен кон на черно поле d2 · бяла пешка на бяло поле g2 · бял топ на черно поле a1 · бял топ на бяло поле f1 · бял офицер на черно поле g1 · бял цар на бяло поле h1 | черен цар на бяло поле a8 · черен топ на бяло поле c8 · черна дама на черно поле h8 · черна пешка на черно поле a7 · черна пешка на бяло поле b7 · бял кон на бяло поле d7 · черен кон на черно поле b6 · черен офицер на бяло поле c6 · бял кон на бяло поле e6 · черен офицер на черно поле e5 · черен топ на бяло поле h5 · бяла дама на черно поле f4 · бяла пешка на бяло поле h3 · черен кон на черно поле d2 · бяла пешка на бяло поле g2 · бял топ на черно поле a1 · бял топ на бяло поле f1 · бял офицер на черно поле g1 · бял цар на бяло поле h1 | черен цар на бяло поле a8 · черен топ на бяло поле c8 · черна дама на черно поле h8 · черна пешка на черно поле a7 · черна пешка на бяло поле b7 · бял кон на бяло поле d7 · черен кон на черно поле b6 · черен офицер на бяло поле c6 · бял кон на бяло поле e6 · черен офицер на черно поле e5 · черен топ на бяло поле h5 · бяла дама на черно поле f4 · бяла пешка на бяло поле h3 · черен кон на черно поле d2 · бяла пешка на бяло поле g2 · бял топ на черно поле a1 · бял топ на бяло поле f1 · бял офицер на черно поле g1 · бял цар на бяло поле h1 | черен цар на бяло поле a8 · черен топ на бяло поле c8 · черна дама на черно поле h8 · черна пешка на черно поле a7 · черна пешка на бяло поле b7 · бял кон на бяло поле d7 · черен кон на черно поле b6 · черен офицер на бяло поле c6 · бял кон на бяло поле e6 · черен офицер на черно поле e5 · черен топ на бяло поле h5 · бяла дама на черно поле f4 · бяла пешка на бяло поле h3 · черен кон на черно поле d2 · бяла пешка на бяло поле g2 · бял топ на черно поле a1 · бял топ на бяло поле f1 · бял офицер на черно поле g1 · бял цар на бяло поле h1 | черен цар на бяло поле a8 · черен топ на бяло поле c8 · черна дама на черно поле h8 · черна пешка на черно поле a7 · черна пешка на бяло поле b7 · бял кон на бяло поле d7 · черен кон на черно поле b6 · черен офицер на бяло поле c6 · бял кон на бяло поле e6 · черен офицер на черно поле e5 · черен топ на бяло поле h5 · бяла дама на черно поле f4 · бяла пешка на бяло поле h3 · черен кон на черно поле d2 · бяла пешка на бяло поле g2 · бял топ на черно поле a1 · бял топ на бяло поле f1 · бял офицер на черно поле g1 · бял цар на бяло поле h1 | черен цар на бяло поле a8 · черен топ на бяло поле c8 · черна дама на черно поле h8 · черна пешка на черно поле a7 · черна пешка на бяло поле b7 · бял кон на бяло поле d7 · черен кон на черно поле b6 · черен офицер на бяло поле c6 · бял кон на бяло поле e6 · черен офицер на черно поле e5 · черен топ на бяло поле h5 · бяла дама на черно поле f4 · бяла пешка на бяло поле h3 · черен кон на черно поле d2 · бяла пешка на бяло поле g2 · бял топ на черно поле a1 · бял топ на бяло поле f1 · бял офицер на черно поле g1 · бял цар на бяло поле h1 | черен цар на бяло поле a8 · черен топ на бяло поле c8 · черна дама на черно поле h8 · черна пешка на черно поле a7 · черна пешка на бяло поле b7 · бял кон на бяло поле d7 · черен кон на черно поле b6 · черен офицер на бяло поле c6 · бял кон на бяло поле e6 · черен офицер на черно поле e5 · черен топ на бяло поле h5 · бяла дама на черно поле f4 · бяла пешка на бяло поле h3 · черен кон на черно поле d2 · бяла пешка на бяло поле g2 · бял топ на черно поле a1 · бял топ на бяло поле f1 · бял офицер на черно поле g1 · бял цар на бяло поле h1 | черен цар на бяло поле a8 · черен топ на бяло поле c8 · черна дама на черно поле h8 · черна пешка на черно поле a7 · черна пешка на бяло поле b7 · бял кон на бяло поле d7 · черен кон на черно поле b6 · черен офицер на бяло поле c6 · бял кон на бяло поле e6 · черен офицер на черно поле e5 · черен топ на бяло поле h5 · бяла дама на черно поле f4 · бяла пешка на бяло поле h3 · черен кон на черно поле d2 · бяла пешка на бяло поле g2 · бял топ на черно поле a1 · бял топ на бяло поле f1 · бял офицер на черно поле g1 · бял цар на бяло поле h1 | 5 |
| 4 | черен цар на бяло поле a8 · черен топ на бяло поле c8 · черна дама на черно поле h8 · черна пешка на черно поле a7 · черна пешка на бяло поле b7 · бял кон на бяло поле d7 · черен кон на черно поле b6 · черен офицер на бяло поле c6 · бял кон на бяло поле e6 · черен офицер на черно поле e5 · черен топ на бяло поле h5 · бяла дама на черно поле f4 · бяла пешка на бяло поле h3 · черен кон на черно поле d2 · бяла пешка на бяло поле g2 · бял топ на черно поле a1 · бял топ на бяло поле f1 · бял офицер на черно поле g1 · бял цар на бяло поле h1 | черен цар на бяло поле a8 · черен топ на бяло поле c8 · черна дама на черно поле h8 · черна пешка на черно поле a7 · черна пешка на бяло поле b7 · бял кон на бяло поле d7 · черен кон на черно поле b6 · черен офицер на бяло поле c6 · бял кон на бяло поле e6 · черен офицер на черно поле e5 · черен топ на бяло поле h5 · бяла дама на черно поле f4 · бяла пешка на бяло поле h3 · черен кон на черно поле d2 · бяла пешка на бяло поле g2 · бял топ на черно поле a1 · бял топ на бяло поле f1 · бял офицер на черно поле g1 · бял цар на бяло поле h1 | черен цар на бяло поле a8 · черен топ на бяло поле c8 · черна дама на черно поле h8 · черна пешка на черно поле a7 · черна пешка на бяло поле b7 · бял кон на бяло поле d7 · черен кон на черно поле b6 · черен офицер на бяло поле c6 · бял кон на бяло поле e6 · черен офицер на черно поле e5 · черен топ на бяло поле h5 · бяла дама на черно поле f4 · бяла пешка на бяло поле h3 · черен кон на черно поле d2 · бяла пешка на бяло поле g2 · бял топ на черно поле a1 · бял топ на бяло поле f1 · бял офицер на черно поле g1 · бял цар на бяло поле h1 | черен цар на бяло поле a8 · черен топ на бяло поле c8 · черна дама на черно поле h8 · черна пешка на черно поле a7 · черна пешка на бяло поле b7 · бял кон на бяло поле d7 · черен кон на черно поле b6 · черен офицер на бяло поле c6 · бял кон на бяло поле e6 · черен офицер на черно поле e5 · черен топ на бяло поле h5 · бяла дама на черно поле f4 · бяла пешка на бяло поле h3 · черен кон на черно поле d2 · бяла пешка на бяло поле g2 · бял топ на черно поле a1 · бял топ на бяло поле f1 · бял офицер на черно поле g1 · бял цар на бяло поле h1 | черен цар на бяло поле a8 · черен топ на бяло поле c8 · черна дама на черно поле h8 · черна пешка на черно поле a7 · черна пешка на бяло поле b7 · бял кон на бяло поле d7 · черен кон на черно поле b6 · черен офицер на бяло поле c6 · бял кон на бяло поле e6 · черен офицер на черно поле e5 · черен топ на бяло поле h5 · бяла дама на черно поле f4 · бяла пешка на бяло поле h3 · черен кон на черно поле d2 · бяла пешка на бяло поле g2 · бял топ на черно поле a1 · бял топ на бяло поле f1 · бял офицер на черно поле g1 · бял цар на бяло поле h1 | черен цар на бяло поле a8 · черен топ на бяло поле c8 · черна дама на черно поле h8 · черна пешка на черно поле a7 · черна пешка на бяло поле b7 · бял кон на бяло поле d7 · черен кон на черно поле b6 · черен офицер на бяло поле c6 · бял кон на бяло поле e6 · черен офицер на черно поле e5 · черен топ на бяло поле h5 · бяла дама на черно поле f4 · бяла пешка на бяло поле h3 · черен кон на черно поле d2 · бяла пешка на бяло поле g2 · бял топ на черно поле a1 · бял топ на бяло поле f1 · бял офицер на черно поле g1 · бял цар на бяло поле h1 | черен цар на бяло поле a8 · черен топ на бяло поле c8 · черна дама на черно поле h8 · черна пешка на черно поле a7 · черна пешка на бяло поле b7 · бял кон на бяло поле d7 · черен кон на черно поле b6 · черен офицер на бяло поле c6 · бял кон на бяло поле e6 · черен офицер на черно поле e5 · черен топ на бяло поле h5 · бяла дама на черно поле f4 · бяла пешка на бяло поле h3 · черен кон на черно поле d2 · бяла пешка на бяло поле g2 · бял топ на черно поле a1 · бял топ на бяло поле f1 · бял офицер на черно поле g1 · бял цар на бяло поле h1 | черен цар на бяло поле a8 · черен топ на бяло поле c8 · черна дама на черно поле h8 · черна пешка на черно поле a7 · черна пешка на бяло поле b7 · бял кон на бяло поле d7 · черен кон на черно поле b6 · черен офицер на бяло поле c6 · бял кон на бяло поле e6 · черен офицер на черно поле e5 · черен топ на бяло поле h5 · бяла дама на черно поле f4 · бяла пешка на бяло поле h3 · черен кон на черно поле d2 · бяла пешка на бяло поле g2 · бял топ на черно поле a1 · бял топ на бяло поле f1 · бял офицер на черно поле g1 · бял цар на бяло поле h1 | 4 |
| 3 | черен цар на бяло поле a8 · черен топ на бяло поле c8 · черна дама на черно поле h8 · черна пешка на черно поле a7 · черна пешка на бяло поле b7 · бял кон на бяло поле d7 · черен кон на черно поле b6 · черен офицер на бяло поле c6 · бял кон на бяло поле e6 · черен офицер на черно поле e5 · черен топ на бяло поле h5 · бяла дама на черно поле f4 · бяла пешка на бяло поле h3 · черен кон на черно поле d2 · бяла пешка на бяло поле g2 · бял топ на черно поле a1 · бял топ на бяло поле f1 · бял офицер на черно поле g1 · бял цар на бяло поле h1 | черен цар на бяло поле a8 · черен топ на бяло поле c8 · черна дама на черно поле h8 · черна пешка на черно поле a7 · черна пешка на бяло поле b7 · бял кон на бяло поле d7 · черен кон на черно поле b6 · черен офицер на бяло поле c6 · бял кон на бяло поле e6 · черен офицер на черно поле e5 · черен топ на бяло поле h5 · бяла дама на черно поле f4 · бяла пешка на бяло поле h3 · черен кон на черно поле d2 · бяла пешка на бяло поле g2 · бял топ на черно поле a1 · бял топ на бяло поле f1 · бял офицер на черно поле g1 · бял цар на бяло поле h1 | черен цар на бяло поле a8 · черен топ на бяло поле c8 · черна дама на черно поле h8 · черна пешка на черно поле a7 · черна пешка на бяло поле b7 · бял кон на бяло поле d7 · черен кон на черно поле b6 · черен офицер на бяло поле c6 · бял кон на бяло поле e6 · черен офицер на черно поле e5 · черен топ на бяло поле h5 · бяла дама на черно поле f4 · бяла пешка на бяло поле h3 · черен кон на черно поле d2 · бяла пешка на бяло поле g2 · бял топ на черно поле a1 · бял топ на бяло поле f1 · бял офицер на черно поле g1 · бял цар на бяло поле h1 | черен цар на бяло поле a8 · черен топ на бяло поле c8 · черна дама на черно поле h8 · черна пешка на черно поле a7 · черна пешка на бяло поле b7 · бял кон на бяло поле d7 · черен кон на черно поле b6 · черен офицер на бяло поле c6 · бял кон на бяло поле e6 · черен офицер на черно поле e5 · черен топ на бяло поле h5 · бяла дама на черно поле f4 · бяла пешка на бяло поле h3 · черен кон на черно поле d2 · бяла пешка на бяло поле g2 · бял топ на черно поле a1 · бял топ на бяло поле f1 · бял офицер на черно поле g1 · бял цар на бяло поле h1 | черен цар на бяло поле a8 · черен топ на бяло поле c8 · черна дама на черно поле h8 · черна пешка на черно поле a7 · черна пешка на бяло поле b7 · бял кон на бяло поле d7 · черен кон на черно поле b6 · черен офицер на бяло поле c6 · бял кон на бяло поле e6 · черен офицер на черно поле e5 · черен топ на бяло поле h5 · бяла дама на черно поле f4 · бяла пешка на бяло поле h3 · черен кон на черно поле d2 · бяла пешка на бяло поле g2 · бял топ на черно поле a1 · бял топ на бяло поле f1 · бял офицер на черно поле g1 · бял цар на бяло поле h1 | черен цар на бяло поле a8 · черен топ на бяло поле c8 · черна дама на черно поле h8 · черна пешка на черно поле a7 · черна пешка на бяло поле b7 · бял кон на бяло поле d7 · черен кон на черно поле b6 · черен офицер на бяло поле c6 · бял кон на бяло поле e6 · черен офицер на черно поле e5 · черен топ на бяло поле h5 · бяла дама на черно поле f4 · бяла пешка на бяло поле h3 · черен кон на черно поле d2 · бяла пешка на бяло поле g2 · бял топ на черно поле a1 · бял топ на бяло поле f1 · бял офицер на черно поле g1 · бял цар на бяло поле h1 | черен цар на бяло поле a8 · черен топ на бяло поле c8 · черна дама на черно поле h8 · черна пешка на черно поле a7 · черна пешка на бяло поле b7 · бял кон на бяло поле d7 · черен кон на черно поле b6 · черен офицер на бяло поле c6 · бял кон на бяло поле e6 · черен офицер на черно поле e5 · черен топ на бяло поле h5 · бяла дама на черно поле f4 · бяла пешка на бяло поле h3 · черен кон на черно поле d2 · бяла пешка на бяло поле g2 · бял топ на черно поле a1 · бял топ на бяло поле f1 · бял офицер на черно поле g1 · бял цар на бяло поле h1 | черен цар на бяло поле a8 · черен топ на бяло поле c8 · черна дама на черно поле h8 · черна пешка на черно поле a7 · черна пешка на бяло поле b7 · бял кон на бяло поле d7 · черен кон на черно поле b6 · черен офицер на бяло поле c6 · бял кон на бяло поле e6 · черен офицер на черно поле e5 · черен топ на бяло поле h5 · бяла дама на черно поле f4 · бяла пешка на бяло поле h3 · черен кон на черно поле d2 · бяла пешка на бяло поле g2 · бял топ на черно поле a1 · бял топ на бяло поле f1 · бял офицер на черно поле g1 · бял цар на бяло поле h1 | 3 |
| 2 | черен цар на бяло поле a8 · черен топ на бяло поле c8 · черна дама на черно поле h8 · черна пешка на черно поле a7 · черна пешка на бяло поле b7 · бял кон на бяло поле d7 · черен кон на черно поле b6 · черен офицер на бяло поле c6 · бял кон на бяло поле e6 · черен офицер на черно поле e5 · черен топ на бяло поле h5 · бяла дама на черно поле f4 · бяла пешка на бяло поле h3 · черен кон на черно поле d2 · бяла пешка на бяло поле g2 · бял топ на черно поле a1 · бял топ на бяло поле f1 · бял офицер на черно поле g1 · бял цар на бяло поле h1 | черен цар на бяло поле a8 · черен топ на бяло поле c8 · черна дама на черно поле h8 · черна пешка на черно поле a7 · черна пешка на бяло поле b7 · бял кон на бяло поле d7 · черен кон на черно поле b6 · черен офицер на бяло поле c6 · бял кон на бяло поле e6 · черен офицер на черно поле e5 · черен топ на бяло поле h5 · бяла дама на черно поле f4 · бяла пешка на бяло поле h3 · черен кон на черно поле d2 · бяла пешка на бяло поле g2 · бял топ на черно поле a1 · бял топ на бяло поле f1 · бял офицер на черно поле g1 · бял цар на бяло поле h1 | черен цар на бяло поле a8 · черен топ на бяло поле c8 · черна дама на черно поле h8 · черна пешка на черно поле a7 · черна пешка на бяло поле b7 · бял кон на бяло поле d7 · черен кон на черно поле b6 · черен офицер на бяло поле c6 · бял кон на бяло поле e6 · черен офицер на черно поле e5 · черен топ на бяло поле h5 · бяла дама на черно поле f4 · бяла пешка на бяло поле h3 · черен кон на черно поле d2 · бяла пешка на бяло поле g2 · бял топ на черно поле a1 · бял топ на бяло поле f1 · бял офицер на черно поле g1 · бял цар на бяло поле h1 | черен цар на бяло поле a8 · черен топ на бяло поле c8 · черна дама на черно поле h8 · черна пешка на черно поле a7 · черна пешка на бяло поле b7 · бял кон на бяло поле d7 · черен кон на черно поле b6 · черен офицер на бяло поле c6 · бял кон на бяло поле e6 · черен офицер на черно поле e5 · черен топ на бяло поле h5 · бяла дама на черно поле f4 · бяла пешка на бяло поле h3 · черен кон на черно поле d2 · бяла пешка на бяло поле g2 · бял топ на черно поле a1 · бял топ на бяло поле f1 · бял офицер на черно поле g1 · бял цар на бяло поле h1 | черен цар на бяло поле a8 · черен топ на бяло поле c8 · черна дама на черно поле h8 · черна пешка на черно поле a7 · черна пешка на бяло поле b7 · бял кон на бяло поле d7 · черен кон на черно поле b6 · черен офицер на бяло поле c6 · бял кон на бяло поле e6 · черен офицер на черно поле e5 · черен топ на бяло поле h5 · бяла дама на черно поле f4 · бяла пешка на бяло поле h3 · черен кон на черно поле d2 · бяла пешка на бяло поле g2 · бял топ на черно поле a1 · бял топ на бяло поле f1 · бял офицер на черно поле g1 · бял цар на бяло поле h1 | черен цар на бяло поле a8 · черен топ на бяло поле c8 · черна дама на черно поле h8 · черна пешка на черно поле a7 · черна пешка на бяло поле b7 · бял кон на бяло поле d7 · черен кон на черно поле b6 · черен офицер на бяло поле c6 · бял кон на бяло поле e6 · черен офицер на черно поле e5 · черен топ на бяло поле h5 · бяла дама на черно поле f4 · бяла пешка на бяло поле h3 · черен кон на черно поле d2 · бяла пешка на бяло поле g2 · бял топ на черно поле a1 · бял топ на бяло поле f1 · бял офицер на черно поле g1 · бял цар на бяло поле h1 | черен цар на бяло поле a8 · черен топ на бяло поле c8 · черна дама на черно поле h8 · черна пешка на черно поле a7 · черна пешка на бяло поле b7 · бял кон на бяло поле d7 · черен кон на черно поле b6 · черен офицер на бяло поле c6 · бял кон на бяло поле e6 · черен офицер на черно поле e5 · черен топ на бяло поле h5 · бяла дама на черно поле f4 · бяла пешка на бяло поле h3 · черен кон на черно поле d2 · бяла пешка на бяло поле g2 · бял топ на черно поле a1 · бял топ на бяло поле f1 · бял офицер на черно поле g1 · бял цар на бяло поле h1 | черен цар на бяло поле a8 · черен топ на бяло поле c8 · черна дама на черно поле h8 · черна пешка на черно поле a7 · черна пешка на бяло поле b7 · бял кон на бяло поле d7 · черен кон на черно поле b6 · черен офицер на бяло поле c6 · бял кон на бяло поле e6 · черен офицер на черно поле e5 · черен топ на бяло поле h5 · бяла дама на черно поле f4 · бяла пешка на бяло поле h3 · черен кон на черно поле d2 · бяла пешка на бяло поле g2 · бял топ на черно поле a1 · бял топ на бяло поле f1 · бял офицер на черно поле g1 · бял цар на бяло поле h1 | 2 |
| 1 | черен цар на бяло поле a8 · черен топ на бяло поле c8 · черна дама на черно поле h8 · черна пешка на черно поле a7 · черна пешка на бяло поле b7 · бял кон на бяло поле d7 · черен кон на черно поле b6 · черен офицер на бяло поле c6 · бял кон на бяло поле e6 · черен офицер на черно поле e5 · черен топ на бяло поле h5 · бяла дама на черно поле f4 · бяла пешка на бяло поле h3 · черен кон на черно поле d2 · бяла пешка на бяло поле g2 · бял топ на черно поле a1 · бял топ на бяло поле f1 · бял офицер на черно поле g1 · бял цар на бяло поле h1 | черен цар на бяло поле a8 · черен топ на бяло поле c8 · черна дама на черно поле h8 · черна пешка на черно поле a7 · черна пешка на бяло поле b7 · бял кон на бяло поле d7 · черен кон на черно поле b6 · черен офицер на бяло поле c6 · бял кон на бяло поле e6 · черен офицер на черно поле e5 · черен топ на бяло поле h5 · бяла дама на черно поле f4 · бяла пешка на бяло поле h3 · черен кон на черно поле d2 · бяла пешка на бяло поле g2 · бял топ на черно поле a1 · бял топ на бяло поле f1 · бял офицер на черно поле g1 · бял цар на бяло поле h1 | черен цар на бяло поле a8 · черен топ на бяло поле c8 · черна дама на черно поле h8 · черна пешка на черно поле a7 · черна пешка на бяло поле b7 · бял кон на бяло поле d7 · черен кон на черно поле b6 · черен офицер на бяло поле c6 · бял кон на бяло поле e6 · черен офицер на черно поле e5 · черен топ на бяло поле h5 · бяла дама на черно поле f4 · бяла пешка на бяло поле h3 · черен кон на черно поле d2 · бяла пешка на бяло поле g2 · бял топ на черно поле a1 · бял топ на бяло поле f1 · бял офицер на черно поле g1 · бял цар на бяло поле h1 | черен цар на бяло поле a8 · черен топ на бяло поле c8 · черна дама на черно поле h8 · черна пешка на черно поле a7 · черна пешка на бяло поле b7 · бял кон на бяло поле d7 · черен кон на черно поле b6 · черен офицер на бяло поле c6 · бял кон на бяло поле e6 · черен офицер на черно поле e5 · черен топ на бяло поле h5 · бяла дама на черно поле f4 · бяла пешка на бяло поле h3 · черен кон на черно поле d2 · бяла пешка на бяло поле g2 · бял топ на черно поле a1 · бял топ на бяло поле f1 · бял офицер на черно поле g1 · бял цар на бяло поле h1 | черен цар на бяло поле a8 · черен топ на бяло поле c8 · черна дама на черно поле h8 · черна пешка на черно поле a7 · черна пешка на бяло поле b7 · бял кон на бяло поле d7 · черен кон на черно поле b6 · черен офицер на бяло поле c6 · бял кон на бяло поле e6 · черен офицер на черно поле e5 · черен топ на бяло поле h5 · бяла дама на черно поле f4 · бяла пешка на бяло поле h3 · черен кон на черно поле d2 · бяла пешка на бяло поле g2 · бял топ на черно поле a1 · бял топ на бяло поле f1 · бял офицер на черно поле g1 · бял цар на бяло поле h1 | черен цар на бяло поле a8 · черен топ на бяло поле c8 · черна дама на черно поле h8 · черна пешка на черно поле a7 · черна пешка на бяло поле b7 · бял кон на бяло поле d7 · черен кон на черно поле b6 · черен офицер на бяло поле c6 · бял кон на бяло поле e6 · черен офицер на черно поле e5 · черен топ на бяло поле h5 · бяла дама на черно поле f4 · бяла пешка на бяло поле h3 · черен кон на черно поле d2 · бяла пешка на бяло поле g2 · бял топ на черно поле a1 · бял топ на бяло поле f1 · бял офицер на черно поле g1 · бял цар на бяло поле h1 | черен цар на бяло поле a8 · черен топ на бяло поле c8 · черна дама на черно поле h8 · черна пешка на черно поле a7 · черна пешка на бяло поле b7 · бял кон на бяло поле d7 · черен кон на черно поле b6 · черен офицер на бяло поле c6 · бял кон на бяло поле e6 · черен офицер на черно поле e5 · черен топ на бяло поле h5 · бяла дама на черно поле f4 · бяла пешка на бяло поле h3 · черен кон на черно поле d2 · бяла пешка на бяло поле g2 · бял топ на черно поле a1 · бял топ на бяло поле f1 · бял офицер на черно поле g1 · бял цар на бяло поле h1 | черен цар на бяло поле a8 · черен топ на бяло поле c8 · черна дама на черно поле h8 · черна пешка на черно поле a7 · черна пешка на бяло поле b7 · бял кон на бяло поле d7 · черен кон на черно поле b6 · черен офицер на бяло поле c6 · бял кон на бяло поле e6 · черен офицер на черно поле e5 · черен топ на бяло поле h5 · бяла дама на черно поле f4 · бяла пешка на бяло поле h3 · черен кон на черно поле d2 · бяла пешка на бяло поле g2 · бял топ на черно поле a1 · бял топ на бяло поле f1 · бял офицер на черно поле g1 · бял цар на бяло поле h1 | 1 |
|   | a | b | c | d | e | f | g | h |   |

Жертвата в шахмата е ход, жертващ фигура с цел получаване на тактическа или позиционна компенсация под други форми. Жертвата може да бъде и умишлена размяна на шахматна фигура с по-висока стойност за фигура на противника с по-ниска стойност.
Жертвата може също да има за цел да овладее или завладее инициативата, да получи компенсация под формата на контрол върху центъра или ключови полета и т.н.
Всяка шахматна фигура освен царя може да бъде жертвана. Тъй като играчите обикновено се опитват да задържат собствените си фигури, предлагането на жертва може да бъде неприятна изненада за противника, изваждайки го от равновесие и карайки го да губи ценно време, опитвайки се да изчисли дали жертвата е преимуществена или не и дали да я приеме. Принасянето в жертва на нечия дама (най-ценната фигура), или поредица от фигури, допринася за изненадата и такива игри могат да заслужат brilliancy prize – награда за най-красива партия на даден турнир.

## Видове жертви
|   | a | b | c | d | e | f | g | h |   |
| 8 | черен топ на бяло поле a8 · черен офицер на бяло поле c8 · черна дама на черно поле d8 · черен цар на бяло поле e8 · черен топ на черно поле h8 · черна пешка на черно поле a7 · черна пешка на бяло поле b7 · черна пешка на черно поле c7 · черен кон на бяло поле d7 · черен офицер на черно поле e7 · бял офицер на бяло поле f7 · черна пешка на черно поле g7 · черна пешка на бяло поле h7 · черна пешка на черно поле d6 · черен кон на черно поле f6 · черна пешка на черно поле e5 · бяла пешка на черно поле d4 · бяла пешка на бяло поле e4 · бял кон на черно поле c3 · бял кон на бяло поле f3 · бяла пешка на бяло поле a2 · бяла пешка на черно поле b2 · бяла пешка на бяло поле c2 · бяла пешка на черно поле f2 · бяла пешка на бяло поле g2 · бяла пешка на черно поле h2 · бял топ на черно поле a1 · бял офицер на черно поле c1 · бяла дама на бяло поле d1 · бял цар на черно поле e1 · бял топ на бяло поле h1 | черен топ на бяло поле a8 · черен офицер на бяло поле c8 · черна дама на черно поле d8 · черен цар на бяло поле e8 · черен топ на черно поле h8 · черна пешка на черно поле a7 · черна пешка на бяло поле b7 · черна пешка на черно поле c7 · черен кон на бяло поле d7 · черен офицер на черно поле e7 · бял офицер на бяло поле f7 · черна пешка на черно поле g7 · черна пешка на бяло поле h7 · черна пешка на черно поле d6 · черен кон на черно поле f6 · черна пешка на черно поле e5 · бяла пешка на черно поле d4 · бяла пешка на бяло поле e4 · бял кон на черно поле c3 · бял кон на бяло поле f3 · бяла пешка на бяло поле a2 · бяла пешка на черно поле b2 · бяла пешка на бяло поле c2 · бяла пешка на черно поле f2 · бяла пешка на бяло поле g2 · бяла пешка на черно поле h2 · бял топ на черно поле a1 · бял офицер на черно поле c1 · бяла дама на бяло поле d1 · бял цар на черно поле e1 · бял топ на бяло поле h1 | черен топ на бяло поле a8 · черен офицер на бяло поле c8 · черна дама на черно поле d8 · черен цар на бяло поле e8 · черен топ на черно поле h8 · черна пешка на черно поле a7 · черна пешка на бяло поле b7 · черна пешка на черно поле c7 · черен кон на бяло поле d7 · черен офицер на черно поле e7 · бял офицер на бяло поле f7 · черна пешка на черно поле g7 · черна пешка на бяло поле h7 · черна пешка на черно поле d6 · черен кон на черно поле f6 · черна пешка на черно поле e5 · бяла пешка на черно поле d4 · бяла пешка на бяло поле e4 · бял кон на черно поле c3 · бял кон на бяло поле f3 · бяла пешка на бяло поле a2 · бяла пешка на черно поле b2 · бяла пешка на бяло поле c2 · бяла пешка на черно поле f2 · бяла пешка на бяло поле g2 · бяла пешка на черно поле h2 · бял топ на черно поле a1 · бял офицер на черно поле c1 · бяла дама на бяло поле d1 · бял цар на черно поле e1 · бял топ на бяло поле h1 | черен топ на бяло поле a8 · черен офицер на бяло поле c8 · черна дама на черно поле d8 · черен цар на бяло поле e8 · черен топ на черно поле h8 · черна пешка на черно поле a7 · черна пешка на бяло поле b7 · черна пешка на черно поле c7 · черен кон на бяло поле d7 · черен офицер на черно поле e7 · бял офицер на бяло поле f7 · черна пешка на черно поле g7 · черна пешка на бяло поле h7 · черна пешка на черно поле d6 · черен кон на черно поле f6 · черна пешка на черно поле e5 · бяла пешка на черно поле d4 · бяла пешка на бяло поле e4 · бял кон на черно поле c3 · бял кон на бяло поле f3 · бяла пешка на бяло поле a2 · бяла пешка на черно поле b2 · бяла пешка на бяло поле c2 · бяла пешка на черно поле f2 · бяла пешка на бяло поле g2 · бяла пешка на черно поле h2 · бял топ на черно поле a1 · бял офицер на черно поле c1 · бяла дама на бяло поле d1 · бял цар на черно поле e1 · бял топ на бяло поле h1 | черен топ на бяло поле a8 · черен офицер на бяло поле c8 · черна дама на черно поле d8 · черен цар на бяло поле e8 · черен топ на черно поле h8 · черна пешка на черно поле a7 · черна пешка на бяло поле b7 · черна пешка на черно поле c7 · черен кон на бяло поле d7 · черен офицер на черно поле e7 · бял офицер на бяло поле f7 · черна пешка на черно поле g7 · черна пешка на бяло поле h7 · черна пешка на черно поле d6 · черен кон на черно поле f6 · черна пешка на черно поле e5 · бяла пешка на черно поле d4 · бяла пешка на бяло поле e4 · бял кон на черно поле c3 · бял кон на бяло поле f3 · бяла пешка на бяло поле a2 · бяла пешка на черно поле b2 · бяла пешка на бяло поле c2 · бяла пешка на черно поле f2 · бяла пешка на бяло поле g2 · бяла пешка на черно поле h2 · бял топ на черно поле a1 · бял офицер на черно поле c1 · бяла дама на бяло поле d1 · бял цар на черно поле e1 · бял топ на бяло поле h1 | черен топ на бяло поле a8 · черен офицер на бяло поле c8 · черна дама на черно поле d8 · черен цар на бяло поле e8 · черен топ на черно поле h8 · черна пешка на черно поле a7 · черна пешка на бяло поле b7 · черна пешка на черно поле c7 · черен кон на бяло поле d7 · черен офицер на черно поле e7 · бял офицер на бяло поле f7 · черна пешка на черно поле g7 · черна пешка на бяло поле h7 · черна пешка на черно поле d6 · черен кон на черно поле f6 · черна пешка на черно поле e5 · бяла пешка на черно поле d4 · бяла пешка на бяло поле e4 · бял кон на черно поле c3 · бял кон на бяло поле f3 · бяла пешка на бяло поле a2 · бяла пешка на черно поле b2 · бяла пешка на бяло поле c2 · бяла пешка на черно поле f2 · бяла пешка на бяло поле g2 · бяла пешка на черно поле h2 · бял топ на черно поле a1 · бял офицер на черно поле c1 · бяла дама на бяло поле d1 · бял цар на черно поле e1 · бял топ на бяло поле h1 | черен топ на бяло поле a8 · черен офицер на бяло поле c8 · черна дама на черно поле d8 · черен цар на бяло поле e8 · черен топ на черно поле h8 · черна пешка на черно поле a7 · черна пешка на бяло поле b7 · черна пешка на черно поле c7 · черен кон на бяло поле d7 · черен офицер на черно поле e7 · бял офицер на бяло поле f7 · черна пешка на черно поле g7 · черна пешка на бяло поле h7 · черна пешка на черно поле d6 · черен кон на черно поле f6 · черна пешка на черно поле e5 · бяла пешка на черно поле d4 · бяла пешка на бяло поле e4 · бял кон на черно поле c3 · бял кон на бяло поле f3 · бяла пешка на бяло поле a2 · бяла пешка на черно поле b2 · бяла пешка на бяло поле c2 · бяла пешка на черно поле f2 · бяла пешка на бяло поле g2 · бяла пешка на черно поле h2 · бял топ на черно поле a1 · бял офицер на черно поле c1 · бяла дама на бяло поле d1 · бял цар на черно поле e1 · бял топ на бяло поле h1 | черен топ на бяло поле a8 · черен офицер на бяло поле c8 · черна дама на черно поле d8 · черен цар на бяло поле e8 · черен топ на черно поле h8 · черна пешка на черно поле a7 · черна пешка на бяло поле b7 · черна пешка на черно поле c7 · черен кон на бяло поле d7 · черен офицер на черно поле e7 · бял офицер на бяло поле f7 · черна пешка на черно поле g7 · черна пешка на бяло поле h7 · черна пешка на черно поле d6 · черен кон на черно поле f6 · черна пешка на черно поле e5 · бяла пешка на черно поле d4 · бяла пешка на бяло поле e4 · бял кон на черно поле c3 · бял кон на бяло поле f3 · бяла пешка на бяло поле a2 · бяла пешка на черно поле b2 · бяла пешка на бяло поле c2 · бяла пешка на черно поле f2 · бяла пешка на бяло поле g2 · бяла пешка на черно поле h2 · бял топ на черно поле a1 · бял офицер на черно поле c1 · бяла дама на бяло поле d1 · бял цар на черно поле e1 · бял топ на бяло поле h1 | 8 |
| 7 | черен топ на бяло поле a8 · черен офицер на бяло поле c8 · черна дама на черно поле d8 · черен цар на бяло поле e8 · черен топ на черно поле h8 · черна пешка на черно поле a7 · черна пешка на бяло поле b7 · черна пешка на черно поле c7 · черен кон на бяло поле d7 · черен офицер на черно поле e7 · бял офицер на бяло поле f7 · черна пешка на черно поле g7 · черна пешка на бяло поле h7 · черна пешка на черно поле d6 · черен кон на черно поле f6 · черна пешка на черно поле e5 · бяла пешка на черно поле d4 · бяла пешка на бяло поле e4 · бял кон на черно поле c3 · бял кон на бяло поле f3 · бяла пешка на бяло поле a2 · бяла пешка на черно поле b2 · бяла пешка на бяло поле c2 · бяла пешка на черно поле f2 · бяла пешка на бяло поле g2 · бяла пешка на черно поле h2 · бял топ на черно поле a1 · бял офицер на черно поле c1 · бяла дама на бяло поле d1 · бял цар на черно поле e1 · бял топ на бяло поле h1 | черен топ на бяло поле a8 · черен офицер на бяло поле c8 · черна дама на черно поле d8 · черен цар на бяло поле e8 · черен топ на черно поле h8 · черна пешка на черно поле a7 · черна пешка на бяло поле b7 · черна пешка на черно поле c7 · черен кон на бяло поле d7 · черен офицер на черно поле e7 · бял офицер на бяло поле f7 · черна пешка на черно поле g7 · черна пешка на бяло поле h7 · черна пешка на черно поле d6 · черен кон на черно поле f6 · черна пешка на черно поле e5 · бяла пешка на черно поле d4 · бяла пешка на бяло поле e4 · бял кон на черно поле c3 · бял кон на бяло поле f3 · бяла пешка на бяло поле a2 · бяла пешка на черно поле b2 · бяла пешка на бяло поле c2 · бяла пешка на черно поле f2 · бяла пешка на бяло поле g2 · бяла пешка на черно поле h2 · бял топ на черно поле a1 · бял офицер на черно поле c1 · бяла дама на бяло поле d1 · бял цар на черно поле e1 · бял топ на бяло поле h1 | черен топ на бяло поле a8 · черен офицер на бяло поле c8 · черна дама на черно поле d8 · черен цар на бяло поле e8 · черен топ на черно поле h8 · черна пешка на черно поле a7 · черна пешка на бяло поле b7 · черна пешка на черно поле c7 · черен кон на бяло поле d7 · черен офицер на черно поле e7 · бял офицер на бяло поле f7 · черна пешка на черно поле g7 · черна пешка на бяло поле h7 · черна пешка на черно поле d6 · черен кон на черно поле f6 · черна пешка на черно поле e5 · бяла пешка на черно поле d4 · бяла пешка на бяло поле e4 · бял кон на черно поле c3 · бял кон на бяло поле f3 · бяла пешка на бяло поле a2 · бяла пешка на черно поле b2 · бяла пешка на бяло поле c2 · бяла пешка на черно поле f2 · бяла пешка на бяло поле g2 · бяла пешка на черно поле h2 · бял топ на черно поле a1 · бял офицер на черно поле c1 · бяла дама на бяло поле d1 · бял цар на черно поле e1 · бял топ на бяло поле h1 | черен топ на бяло поле a8 · черен офицер на бяло поле c8 · черна дама на черно поле d8 · черен цар на бяло поле e8 · черен топ на черно поле h8 · черна пешка на черно поле a7 · черна пешка на бяло поле b7 · черна пешка на черно поле c7 · черен кон на бяло поле d7 · черен офицер на черно поле e7 · бял офицер на бяло поле f7 · черна пешка на черно поле g7 · черна пешка на бяло поле h7 · черна пешка на черно поле d6 · черен кон на черно поле f6 · черна пешка на черно поле e5 · бяла пешка на черно поле d4 · бяла пешка на бяло поле e4 · бял кон на черно поле c3 · бял кон на бяло поле f3 · бяла пешка на бяло поле a2 · бяла пешка на черно поле b2 · бяла пешка на бяло поле c2 · бяла пешка на черно поле f2 · бяла пешка на бяло поле g2 · бяла пешка на черно поле h2 · бял топ на черно поле a1 · бял офицер на черно поле c1 · бяла дама на бяло поле d1 · бял цар на черно поле e1 · бял топ на бяло поле h1 | черен топ на бяло поле a8 · черен офицер на бяло поле c8 · черна дама на черно поле d8 · черен цар на бяло поле e8 · черен топ на черно поле h8 · черна пешка на черно поле a7 · черна пешка на бяло поле b7 · черна пешка на черно поле c7 · черен кон на бяло поле d7 · черен офицер на черно поле e7 · бял офицер на бяло поле f7 · черна пешка на черно поле g7 · черна пешка на бяло поле h7 · черна пешка на черно поле d6 · черен кон на черно поле f6 · черна пешка на черно поле e5 · бяла пешка на черно поле d4 · бяла пешка на бяло поле e4 · бял кон на черно поле c3 · бял кон на бяло поле f3 · бяла пешка на бяло поле a2 · бяла пешка на черно поле b2 · бяла пешка на бяло поле c2 · бяла пешка на черно поле f2 · бяла пешка на бяло поле g2 · бяла пешка на черно поле h2 · бял топ на черно поле a1 · бял офицер на черно поле c1 · бяла дама на бяло поле d1 · бял цар на черно поле e1 · бял топ на бяло поле h1 | черен топ на бяло поле a8 · черен офицер на бяло поле c8 · черна дама на черно поле d8 · черен цар на бяло поле e8 · черен топ на черно поле h8 · черна пешка на черно поле a7 · черна пешка на бяло поле b7 · черна пешка на черно поле c7 · черен кон на бяло поле d7 · черен офицер на черно поле e7 · бял офицер на бяло поле f7 · черна пешка на черно поле g7 · черна пешка на бяло поле h7 · черна пешка на черно поле d6 · черен кон на черно поле f6 · черна пешка на черно поле e5 · бяла пешка на черно поле d4 · бяла пешка на бяло поле e4 · бял кон на черно поле c3 · бял кон на бяло поле f3 · бяла пешка на бяло поле a2 · бяла пешка на черно поле b2 · бяла пешка на бяло поле c2 · бяла пешка на черно поле f2 · бяла пешка на бяло поле g2 · бяла пешка на черно поле h2 · бял топ на черно поле a1 · бял офицер на черно поле c1 · бяла дама на бяло поле d1 · бял цар на черно поле e1 · бял топ на бяло поле h1 | черен топ на бяло поле a8 · черен офицер на бяло поле c8 · черна дама на черно поле d8 · черен цар на бяло поле e8 · черен топ на черно поле h8 · черна пешка на черно поле a7 · черна пешка на бяло поле b7 · черна пешка на черно поле c7 · черен кон на бяло поле d7 · черен офицер на черно поле e7 · бял офицер на бяло поле f7 · черна пешка на черно поле g7 · черна пешка на бяло поле h7 · черна пешка на черно поле d6 · черен кон на черно поле f6 · черна пешка на черно поле e5 · бяла пешка на черно поле d4 · бяла пешка на бяло поле e4 · бял кон на черно поле c3 · бял кон на бяло поле f3 · бяла пешка на бяло поле a2 · бяла пешка на черно поле b2 · бяла пешка на бяло поле c2 · бяла пешка на черно поле f2 · бяла пешка на бяло поле g2 · бяла пешка на черно поле h2 · бял топ на черно поле a1 · бял офицер на черно поле c1 · бяла дама на бяло поле d1 · бял цар на черно поле e1 · бял топ на бяло поле h1 | черен топ на бяло поле a8 · черен офицер на бяло поле c8 · черна дама на черно поле d8 · черен цар на бяло поле e8 · черен топ на черно поле h8 · черна пешка на черно поле a7 · черна пешка на бяло поле b7 · черна пешка на черно поле c7 · черен кон на бяло поле d7 · черен офицер на черно поле e7 · бял офицер на бяло поле f7 · черна пешка на черно поле g7 · черна пешка на бяло поле h7 · черна пешка на черно поле d6 · черен кон на черно поле f6 · черна пешка на черно поле e5 · бяла пешка на черно поле d4 · бяла пешка на бяло поле e4 · бял кон на черно поле c3 · бял кон на бяло поле f3 · бяла пешка на бяло поле a2 · бяла пешка на черно поле b2 · бяла пешка на бяло поле c2 · бяла пешка на черно поле f2 · бяла пешка на бяло поле g2 · бяла пешка на черно поле h2 · бял топ на черно поле a1 · бял офицер на черно поле c1 · бяла дама на бяло поле d1 · бял цар на черно поле e1 · бял топ на бяло поле h1 | 7 |
| 6 | черен топ на бяло поле a8 · черен офицер на бяло поле c8 · черна дама на черно поле d8 · черен цар на бяло поле e8 · черен топ на черно поле h8 · черна пешка на черно поле a7 · черна пешка на бяло поле b7 · черна пешка на черно поле c7 · черен кон на бяло поле d7 · черен офицер на черно поле e7 · бял офицер на бяло поле f7 · черна пешка на черно поле g7 · черна пешка на бяло поле h7 · черна пешка на черно поле d6 · черен кон на черно поле f6 · черна пешка на черно поле e5 · бяла пешка на черно поле d4 · бяла пешка на бяло поле e4 · бял кон на черно поле c3 · бял кон на бяло поле f3 · бяла пешка на бяло поле a2 · бяла пешка на черно поле b2 · бяла пешка на бяло поле c2 · бяла пешка на черно поле f2 · бяла пешка на бяло поле g2 · бяла пешка на черно поле h2 · бял топ на черно поле a1 · бял офицер на черно поле c1 · бяла дама на бяло поле d1 · бял цар на черно поле e1 · бял топ на бяло поле h1 | черен топ на бяло поле a8 · черен офицер на бяло поле c8 · черна дама на черно поле d8 · черен цар на бяло поле e8 · черен топ на черно поле h8 · черна пешка на черно поле a7 · черна пешка на бяло поле b7 · черна пешка на черно поле c7 · черен кон на бяло поле d7 · черен офицер на черно поле e7 · бял офицер на бяло поле f7 · черна пешка на черно поле g7 · черна пешка на бяло поле h7 · черна пешка на черно поле d6 · черен кон на черно поле f6 · черна пешка на черно поле e5 · бяла пешка на черно поле d4 · бяла пешка на бяло поле e4 · бял кон на черно поле c3 · бял кон на бяло поле f3 · бяла пешка на бяло поле a2 · бяла пешка на черно поле b2 · бяла пешка на бяло поле c2 · бяла пешка на черно поле f2 · бяла пешка на бяло поле g2 · бяла пешка на черно поле h2 · бял топ на черно поле a1 · бял офицер на черно поле c1 · бяла дама на бяло поле d1 · бял цар на черно поле e1 · бял топ на бяло поле h1 | черен топ на бяло поле a8 · черен офицер на бяло поле c8 · черна дама на черно поле d8 · черен цар на бяло поле e8 · черен топ на черно поле h8 · черна пешка на черно поле a7 · черна пешка на бяло поле b7 · черна пешка на черно поле c7 · черен кон на бяло поле d7 · черен офицер на черно поле e7 · бял офицер на бяло поле f7 · черна пешка на черно поле g7 · черна пешка на бяло поле h7 · черна пешка на черно поле d6 · черен кон на черно поле f6 · черна пешка на черно поле e5 · бяла пешка на черно поле d4 · бяла пешка на бяло поле e4 · бял кон на черно поле c3 · бял кон на бяло поле f3 · бяла пешка на бяло поле a2 · бяла пешка на черно поле b2 · бяла пешка на бяло поле c2 · бяла пешка на черно поле f2 · бяла пешка на бяло поле g2 · бяла пешка на черно поле h2 · бял топ на черно поле a1 · бял офицер на черно поле c1 · бяла дама на бяло поле d1 · бял цар на черно поле e1 · бял топ на бяло поле h1 | черен топ на бяло поле a8 · черен офицер на бяло поле c8 · черна дама на черно поле d8 · черен цар на бяло поле e8 · черен топ на черно поле h8 · черна пешка на черно поле a7 · черна пешка на бяло поле b7 · черна пешка на черно поле c7 · черен кон на бяло поле d7 · черен офицер на черно поле e7 · бял офицер на бяло поле f7 · черна пешка на черно поле g7 · черна пешка на бяло поле h7 · черна пешка на черно поле d6 · черен кон на черно поле f6 · черна пешка на черно поле e5 · бяла пешка на черно поле d4 · бяла пешка на бяло поле e4 · бял кон на черно поле c3 · бял кон на бяло поле f3 · бяла пешка на бяло поле a2 · бяла пешка на черно поле b2 · бяла пешка на бяло поле c2 · бяла пешка на черно поле f2 · бяла пешка на бяло поле g2 · бяла пешка на черно поле h2 · бял топ на черно поле a1 · бял офицер на черно поле c1 · бяла дама на бяло поле d1 · бял цар на черно поле e1 · бял топ на бяло поле h1 | черен топ на бяло поле a8 · черен офицер на бяло поле c8 · черна дама на черно поле d8 · черен цар на бяло поле e8 · черен топ на черно поле h8 · черна пешка на черно поле a7 · черна пешка на бяло поле b7 · черна пешка на черно поле c7 · черен кон на бяло поле d7 · черен офицер на черно поле e7 · бял офицер на бяло поле f7 · черна пешка на черно поле g7 · черна пешка на бяло поле h7 · черна пешка на черно поле d6 · черен кон на черно поле f6 · черна пешка на черно поле e5 · бяла пешка на черно поле d4 · бяла пешка на бяло поле e4 · бял кон на черно поле c3 · бял кон на бяло поле f3 · бяла пешка на бяло поле a2 · бяла пешка на черно поле b2 · бяла пешка на бяло поле c2 · бяла пешка на черно поле f2 · бяла пешка на бяло поле g2 · бяла пешка на черно поле h2 · бял топ на черно поле a1 · бял офицер на черно поле c1 · бяла дама на бяло поле d1 · бял цар на черно поле e1 · бял топ на бяло поле h1 | черен топ на бяло поле a8 · черен офицер на бяло поле c8 · черна дама на черно поле d8 · черен цар на бяло поле e8 · черен топ на черно поле h8 · черна пешка на черно поле a7 · черна пешка на бяло поле b7 · черна пешка на черно поле c7 · черен кон на бяло поле d7 · черен офицер на черно поле e7 · бял офицер на бяло поле f7 · черна пешка на черно поле g7 · черна пешка на бяло поле h7 · черна пешка на черно поле d6 · черен кон на черно поле f6 · черна пешка на черно поле e5 · бяла пешка на черно поле d4 · бяла пешка на бяло поле e4 · бял кон на черно поле c3 · бял кон на бяло поле f3 · бяла пешка на бяло поле a2 · бяла пешка на черно поле b2 · бяла пешка на бяло поле c2 · бяла пешка на черно поле f2 · бяла пешка на бяло поле g2 · бяла пешка на черно поле h2 · бял топ на черно поле a1 · бял офицер на черно поле c1 · бяла дама на бяло поле d1 · бял цар на черно поле e1 · бял топ на бяло поле h1 | черен топ на бяло поле a8 · черен офицер на бяло поле c8 · черна дама на черно поле d8 · черен цар на бяло поле e8 · черен топ на черно поле h8 · черна пешка на черно поле a7 · черна пешка на бяло поле b7 · черна пешка на черно поле c7 · черен кон на бяло поле d7 · черен офицер на черно поле e7 · бял офицер на бяло поле f7 · черна пешка на черно поле g7 · черна пешка на бяло поле h7 · черна пешка на черно поле d6 · черен кон на черно поле f6 · черна пешка на черно поле e5 · бяла пешка на черно поле d4 · бяла пешка на бяло поле e4 · бял кон на черно поле c3 · бял кон на бяло поле f3 · бяла пешка на бяло поле a2 · бяла пешка на черно поле b2 · бяла пешка на бяло поле c2 · бяла пешка на черно поле f2 · бяла пешка на бяло поле g2 · бяла пешка на черно поле h2 · бял топ на черно поле a1 · бял офицер на черно поле c1 · бяла дама на бяло поле d1 · бял цар на черно поле e1 · бял топ на бяло поле h1 | черен топ на бяло поле a8 · черен офицер на бяло поле c8 · черна дама на черно поле d8 · черен цар на бяло поле e8 · черен топ на черно поле h8 · черна пешка на черно поле a7 · черна пешка на бяло поле b7 · черна пешка на черно поле c7 · черен кон на бяло поле d7 · черен офицер на черно поле e7 · бял офицер на бяло поле f7 · черна пешка на черно поле g7 · черна пешка на бяло поле h7 · черна пешка на черно поле d6 · черен кон на черно поле f6 · черна пешка на черно поле e5 · бяла пешка на черно поле d4 · бяла пешка на бяло поле e4 · бял кон на черно поле c3 · бял кон на бяло поле f3 · бяла пешка на бяло поле a2 · бяла пешка на черно поле b2 · бяла пешка на бяло поле c2 · бяла пешка на черно поле f2 · бяла пешка на бяло поле g2 · бяла пешка на черно поле h2 · бял топ на черно поле a1 · бял офицер на черно поле c1 · бяла дама на бяло поле d1 · бял цар на черно поле e1 · бял топ на бяло поле h1 | 6 |
| 5 | черен топ на бяло поле a8 · черен офицер на бяло поле c8 · черна дама на черно поле d8 · черен цар на бяло поле e8 · черен топ на черно поле h8 · черна пешка на черно поле a7 · черна пешка на бяло поле b7 · черна пешка на черно поле c7 · черен кон на бяло поле d7 · черен офицер на черно поле e7 · бял офицер на бяло поле f7 · черна пешка на черно поле g7 · черна пешка на бяло поле h7 · черна пешка на черно поле d6 · черен кон на черно поле f6 · черна пешка на черно поле e5 · бяла пешка на черно поле d4 · бяла пешка на бяло поле e4 · бял кон на черно поле c3 · бял кон на бяло поле f3 · бяла пешка на бяло поле a2 · бяла пешка на черно поле b2 · бяла пешка на бяло поле c2 · бяла пешка на черно поле f2 · бяла пешка на бяло поле g2 · бяла пешка на черно поле h2 · бял топ на черно поле a1 · бял офицер на черно поле c1 · бяла дама на бяло поле d1 · бял цар на черно поле e1 · бял топ на бяло поле h1 | черен топ на бяло поле a8 · черен офицер на бяло поле c8 · черна дама на черно поле d8 · черен цар на бяло поле e8 · черен топ на черно поле h8 · черна пешка на черно поле a7 · черна пешка на бяло поле b7 · черна пешка на черно поле c7 · черен кон на бяло поле d7 · черен офицер на черно поле e7 · бял офицер на бяло поле f7 · черна пешка на черно поле g7 · черна пешка на бяло поле h7 · черна пешка на черно поле d6 · черен кон на черно поле f6 · черна пешка на черно поле e5 · бяла пешка на черно поле d4 · бяла пешка на бяло поле e4 · бял кон на черно поле c3 · бял кон на бяло поле f3 · бяла пешка на бяло поле a2 · бяла пешка на черно поле b2 · бяла пешка на бяло поле c2 · бяла пешка на черно поле f2 · бяла пешка на бяло поле g2 · бяла пешка на черно поле h2 · бял топ на черно поле a1 · бял офицер на черно поле c1 · бяла дама на бяло поле d1 · бял цар на черно поле e1 · бял топ на бяло поле h1 | черен топ на бяло поле a8 · черен офицер на бяло поле c8 · черна дама на черно поле d8 · черен цар на бяло поле e8 · черен топ на черно поле h8 · черна пешка на черно поле a7 · черна пешка на бяло поле b7 · черна пешка на черно поле c7 · черен кон на бяло поле d7 · черен офицер на черно поле e7 · бял офицер на бяло поле f7 · черна пешка на черно поле g7 · черна пешка на бяло поле h7 · черна пешка на черно поле d6 · черен кон на черно поле f6 · черна пешка на черно поле e5 · бяла пешка на черно поле d4 · бяла пешка на бяло поле e4 · бял кон на черно поле c3 · бял кон на бяло поле f3 · бяла пешка на бяло поле a2 · бяла пешка на черно поле b2 · бяла пешка на бяло поле c2 · бяла пешка на черно поле f2 · бяла пешка на бяло поле g2 · бяла пешка на черно поле h2 · бял топ на черно поле a1 · бял офицер на черно поле c1 · бяла дама на бяло поле d1 · бял цар на черно поле e1 · бял топ на бяло поле h1 | черен топ на бяло поле a8 · черен офицер на бяло поле c8 · черна дама на черно поле d8 · черен цар на бяло поле e8 · черен топ на черно поле h8 · черна пешка на черно поле a7 · черна пешка на бяло поле b7 · черна пешка на черно поле c7 · черен кон на бяло поле d7 · черен офицер на черно поле e7 · бял офицер на бяло поле f7 · черна пешка на черно поле g7 · черна пешка на бяло поле h7 · черна пешка на черно поле d6 · черен кон на черно поле f6 · черна пешка на черно поле e5 · бяла пешка на черно поле d4 · бяла пешка на бяло поле e4 · бял кон на черно поле c3 · бял кон на бяло поле f3 · бяла пешка на бяло поле a2 · бяла пешка на черно поле b2 · бяла пешка на бяло поле c2 · бяла пешка на черно поле f2 · бяла пешка на бяло поле g2 · бяла пешка на черно поле h2 · бял топ на черно поле a1 · бял офицер на черно поле c1 · бяла дама на бяло поле d1 · бял цар на черно поле e1 · бял топ на бяло поле h1 | черен топ на бяло поле a8 · черен офицер на бяло поле c8 · черна дама на черно поле d8 · черен цар на бяло поле e8 · черен топ на черно поле h8 · черна пешка на черно поле a7 · черна пешка на бяло поле b7 · черна пешка на черно поле c7 · черен кон на бяло поле d7 · черен офицер на черно поле e7 · бял офицер на бяло поле f7 · черна пешка на черно поле g7 · черна пешка на бяло поле h7 · черна пешка на черно поле d6 · черен кон на черно поле f6 · черна пешка на черно поле e5 · бяла пешка на черно поле d4 · бяла пешка на бяло поле e4 · бял кон на черно поле c3 · бял кон на бяло поле f3 · бяла пешка на бяло поле a2 · бяла пешка на черно поле b2 · бяла пешка на бяло поле c2 · бяла пешка на черно поле f2 · бяла пешка на бяло поле g2 · бяла пешка на черно поле h2 · бял топ на черно поле a1 · бял офицер на черно поле c1 · бяла дама на бяло поле d1 · бял цар на черно поле e1 · бял топ на бяло поле h1 | черен топ на бяло поле a8 · черен офицер на бяло поле c8 · черна дама на черно поле d8 · черен цар на бяло поле e8 · черен топ на черно поле h8 · черна пешка на черно поле a7 · черна пешка на бяло поле b7 · черна пешка на черно поле c7 · черен кон на бяло поле d7 · черен офицер на черно поле e7 · бял офицер на бяло поле f7 · черна пешка на черно поле g7 · черна пешка на бяло поле h7 · черна пешка на черно поле d6 · черен кон на черно поле f6 · черна пешка на черно поле e5 · бяла пешка на черно поле d4 · бяла пешка на бяло поле e4 · бял кон на черно поле c3 · бял кон на бяло поле f3 · бяла пешка на бяло поле a2 · бяла пешка на черно поле b2 · бяла пешка на бяло поле c2 · бяла пешка на черно поле f2 · бяла пешка на бяло поле g2 · бяла пешка на черно поле h2 · бял топ на черно поле a1 · бял офицер на черно поле c1 · бяла дама на бяло поле d1 · бял цар на черно поле e1 · бял топ на бяло поле h1 | черен топ на бяло поле a8 · черен офицер на бяло поле c8 · черна дама на черно поле d8 · черен цар на бяло поле e8 · черен топ на черно поле h8 · черна пешка на черно поле a7 · черна пешка на бяло поле b7 · черна пешка на черно поле c7 · черен кон на бяло поле d7 · черен офицер на черно поле e7 · бял офицер на бяло поле f7 · черна пешка на черно поле g7 · черна пешка на бяло поле h7 · черна пешка на черно поле d6 · черен кон на черно поле f6 · черна пешка на черно поле e5 · бяла пешка на черно поле d4 · бяла пешка на бяло поле e4 · бял кон на черно поле c3 · бял кон на бяло поле f3 · бяла пешка на бяло поле a2 · бяла пешка на черно поле b2 · бяла пешка на бяло поле c2 · бяла пешка на черно поле f2 · бяла пешка на бяло поле g2 · бяла пешка на черно поле h2 · бял топ на черно поле a1 · бял офицер на черно поле c1 · бяла дама на бяло поле d1 · бял цар на черно поле e1 · бял топ на бяло поле h1 | черен топ на бяло поле a8 · черен офицер на бяло поле c8 · черна дама на черно поле d8 · черен цар на бяло поле e8 · черен топ на черно поле h8 · черна пешка на черно поле a7 · черна пешка на бяло поле b7 · черна пешка на черно поле c7 · черен кон на бяло поле d7 · черен офицер на черно поле e7 · бял офицер на бяло поле f7 · черна пешка на черно поле g7 · черна пешка на бяло поле h7 · черна пешка на черно поле d6 · черен кон на черно поле f6 · черна пешка на черно поле e5 · бяла пешка на черно поле d4 · бяла пешка на бяло поле e4 · бял кон на черно поле c3 · бял кон на бяло поле f3 · бяла пешка на бяло поле a2 · бяла пешка на черно поле b2 · бяла пешка на бяло поле c2 · бяла пешка на черно поле f2 · бяла пешка на бяло поле g2 · бяла пешка на черно поле h2 · бял топ на черно поле a1 · бял офицер на черно поле c1 · бяла дама на бяло поле d1 · бял цар на черно поле e1 · бял топ на бяло поле h1 | 5 |
| 4 | черен топ на бяло поле a8 · черен офицер на бяло поле c8 · черна дама на черно поле d8 · черен цар на бяло поле e8 · черен топ на черно поле h8 · черна пешка на черно поле a7 · черна пешка на бяло поле b7 · черна пешка на черно поле c7 · черен кон на бяло поле d7 · черен офицер на черно поле e7 · бял офицер на бяло поле f7 · черна пешка на черно поле g7 · черна пешка на бяло поле h7 · черна пешка на черно поле d6 · черен кон на черно поле f6 · черна пешка на черно поле e5 · бяла пешка на черно поле d4 · бяла пешка на бяло поле e4 · бял кон на черно поле c3 · бял кон на бяло поле f3 · бяла пешка на бяло поле a2 · бяла пешка на черно поле b2 · бяла пешка на бяло поле c2 · бяла пешка на черно поле f2 · бяла пешка на бяло поле g2 · бяла пешка на черно поле h2 · бял топ на черно поле a1 · бял офицер на черно поле c1 · бяла дама на бяло поле d1 · бял цар на черно поле e1 · бял топ на бяло поле h1 | черен топ на бяло поле a8 · черен офицер на бяло поле c8 · черна дама на черно поле d8 · черен цар на бяло поле e8 · черен топ на черно поле h8 · черна пешка на черно поле a7 · черна пешка на бяло поле b7 · черна пешка на черно поле c7 · черен кон на бяло поле d7 · черен офицер на черно поле e7 · бял офицер на бяло поле f7 · черна пешка на черно поле g7 · черна пешка на бяло поле h7 · черна пешка на черно поле d6 · черен кон на черно поле f6 · черна пешка на черно поле e5 · бяла пешка на черно поле d4 · бяла пешка на бяло поле e4 · бял кон на черно поле c3 · бял кон на бяло поле f3 · бяла пешка на бяло поле a2 · бяла пешка на черно поле b2 · бяла пешка на бяло поле c2 · бяла пешка на черно поле f2 · бяла пешка на бяло поле g2 · бяла пешка на черно поле h2 · бял топ на черно поле a1 · бял офицер на черно поле c1 · бяла дама на бяло поле d1 · бял цар на черно поле e1 · бял топ на бяло поле h1 | черен топ на бяло поле a8 · черен офицер на бяло поле c8 · черна дама на черно поле d8 · черен цар на бяло поле e8 · черен топ на черно поле h8 · черна пешка на черно поле a7 · черна пешка на бяло поле b7 · черна пешка на черно поле c7 · черен кон на бяло поле d7 · черен офицер на черно поле e7 · бял офицер на бяло поле f7 · черна пешка на черно поле g7 · черна пешка на бяло поле h7 · черна пешка на черно поле d6 · черен кон на черно поле f6 · черна пешка на черно поле e5 · бяла пешка на черно поле d4 · бяла пешка на бяло поле e4 · бял кон на черно поле c3 · бял кон на бяло поле f3 · бяла пешка на бяло поле a2 · бяла пешка на черно поле b2 · бяла пешка на бяло поле c2 · бяла пешка на черно поле f2 · бяла пешка на бяло поле g2 · бяла пешка на черно поле h2 · бял топ на черно поле a1 · бял офицер на черно поле c1 · бяла дама на бяло поле d1 · бял цар на черно поле e1 · бял топ на бяло поле h1 | черен топ на бяло поле a8 · черен офицер на бяло поле c8 · черна дама на черно поле d8 · черен цар на бяло поле e8 · черен топ на черно поле h8 · черна пешка на черно поле a7 · черна пешка на бяло поле b7 · черна пешка на черно поле c7 · черен кон на бяло поле d7 · черен офицер на черно поле e7 · бял офицер на бяло поле f7 · черна пешка на черно поле g7 · черна пешка на бяло поле h7 · черна пешка на черно поле d6 · черен кон на черно поле f6 · черна пешка на черно поле e5 · бяла пешка на черно поле d4 · бяла пешка на бяло поле e4 · бял кон на черно поле c3 · бял кон на бяло поле f3 · бяла пешка на бяло поле a2 · бяла пешка на черно поле b2 · бяла пешка на бяло поле c2 · бяла пешка на черно поле f2 · бяла пешка на бяло поле g2 · бяла пешка на черно поле h2 · бял топ на черно поле a1 · бял офицер на черно поле c1 · бяла дама на бяло поле d1 · бял цар на черно поле e1 · бял топ на бяло поле h1 | черен топ на бяло поле a8 · черен офицер на бяло поле c8 · черна дама на черно поле d8 · черен цар на бяло поле e8 · черен топ на черно поле h8 · черна пешка на черно поле a7 · черна пешка на бяло поле b7 · черна пешка на черно поле c7 · черен кон на бяло поле d7 · черен офицер на черно поле e7 · бял офицер на бяло поле f7 · черна пешка на черно поле g7 · черна пешка на бяло поле h7 · черна пешка на черно поле d6 · черен кон на черно поле f6 · черна пешка на черно поле e5 · бяла пешка на черно поле d4 · бяла пешка на бяло поле e4 · бял кон на черно поле c3 · бял кон на бяло поле f3 · бяла пешка на бяло поле a2 · бяла пешка на черно поле b2 · бяла пешка на бяло поле c2 · бяла пешка на черно поле f2 · бяла пешка на бяло поле g2 · бяла пешка на черно поле h2 · бял топ на черно поле a1 · бял офицер на черно поле c1 · бяла дама на бяло поле d1 · бял цар на черно поле e1 · бял топ на бяло поле h1 | черен топ на бяло поле a8 · черен офицер на бяло поле c8 · черна дама на черно поле d8 · черен цар на бяло поле e8 · черен топ на черно поле h8 · черна пешка на черно поле a7 · черна пешка на бяло поле b7 · черна пешка на черно поле c7 · черен кон на бяло поле d7 · черен офицер на черно поле e7 · бял офицер на бяло поле f7 · черна пешка на черно поле g7 · черна пешка на бяло поле h7 · черна пешка на черно поле d6 · черен кон на черно поле f6 · черна пешка на черно поле e5 · бяла пешка на черно поле d4 · бяла пешка на бяло поле e4 · бял кон на черно поле c3 · бял кон на бяло поле f3 · бяла пешка на бяло поле a2 · бяла пешка на черно поле b2 · бяла пешка на бяло поле c2 · бяла пешка на черно поле f2 · бяла пешка на бяло поле g2 · бяла пешка на черно поле h2 · бял топ на черно поле a1 · бял офицер на черно поле c1 · бяла дама на бяло поле d1 · бял цар на черно поле e1 · бял топ на бяло поле h1 | черен топ на бяло поле a8 · черен офицер на бяло поле c8 · черна дама на черно поле d8 · черен цар на бяло поле e8 · черен топ на черно поле h8 · черна пешка на черно поле a7 · черна пешка на бяло поле b7 · черна пешка на черно поле c7 · черен кон на бяло поле d7 · черен офицер на черно поле e7 · бял офицер на бяло поле f7 · черна пешка на черно поле g7 · черна пешка на бяло поле h7 · черна пешка на черно поле d6 · черен кон на черно поле f6 · черна пешка на черно поле e5 · бяла пешка на черно поле d4 · бяла пешка на бяло поле e4 · бял кон на черно поле c3 · бял кон на бяло поле f3 · бяла пешка на бяло поле a2 · бяла пешка на черно поле b2 · бяла пешка на бяло поле c2 · бяла пешка на черно поле f2 · бяла пешка на бяло поле g2 · бяла пешка на черно поле h2 · бял топ на черно поле a1 · бял офицер на черно поле c1 · бяла дама на бяло поле d1 · бял цар на черно поле e1 · бял топ на бяло поле h1 | черен топ на бяло поле a8 · черен офицер на бяло поле c8 · черна дама на черно поле d8 · черен цар на бяло поле e8 · черен топ на черно поле h8 · черна пешка на черно поле a7 · черна пешка на бяло поле b7 · черна пешка на черно поле c7 · черен кон на бяло поле d7 · черен офицер на черно поле e7 · бял офицер на бяло поле f7 · черна пешка на черно поле g7 · черна пешка на бяло поле h7 · черна пешка на черно поле d6 · черен кон на черно поле f6 · черна пешка на черно поле e5 · бяла пешка на черно поле d4 · бяла пешка на бяло поле e4 · бял кон на черно поле c3 · бял кон на бяло поле f3 · бяла пешка на бяло поле a2 · бяла пешка на черно поле b2 · бяла пешка на бяло поле c2 · бяла пешка на черно поле f2 · бяла пешка на бяло поле g2 · бяла пешка на черно поле h2 · бял топ на черно поле a1 · бял офицер на черно поле c1 · бяла дама на бяло поле d1 · бял цар на черно поле e1 · бял топ на бяло поле h1 | 4 |
| 3 | черен топ на бяло поле a8 · черен офицер на бяло поле c8 · черна дама на черно поле d8 · черен цар на бяло поле e8 · черен топ на черно поле h8 · черна пешка на черно поле a7 · черна пешка на бяло поле b7 · черна пешка на черно поле c7 · черен кон на бяло поле d7 · черен офицер на черно поле e7 · бял офицер на бяло поле f7 · черна пешка на черно поле g7 · черна пешка на бяло поле h7 · черна пешка на черно поле d6 · черен кон на черно поле f6 · черна пешка на черно поле e5 · бяла пешка на черно поле d4 · бяла пешка на бяло поле e4 · бял кон на черно поле c3 · бял кон на бяло поле f3 · бяла пешка на бяло поле a2 · бяла пешка на черно поле b2 · бяла пешка на бяло поле c2 · бяла пешка на черно поле f2 · бяла пешка на бяло поле g2 · бяла пешка на черно поле h2 · бял топ на черно поле a1 · бял офицер на черно поле c1 · бяла дама на бяло поле d1 · бял цар на черно поле e1 · бял топ на бяло поле h1 | черен топ на бяло поле a8 · черен офицер на бяло поле c8 · черна дама на черно поле d8 · черен цар на бяло поле e8 · черен топ на черно поле h8 · черна пешка на черно поле a7 · черна пешка на бяло поле b7 · черна пешка на черно поле c7 · черен кон на бяло поле d7 · черен офицер на черно поле e7 · бял офицер на бяло поле f7 · черна пешка на черно поле g7 · черна пешка на бяло поле h7 · черна пешка на черно поле d6 · черен кон на черно поле f6 · черна пешка на черно поле e5 · бяла пешка на черно поле d4 · бяла пешка на бяло поле e4 · бял кон на черно поле c3 · бял кон на бяло поле f3 · бяла пешка на бяло поле a2 · бяла пешка на черно поле b2 · бяла пешка на бяло поле c2 · бяла пешка на черно поле f2 · бяла пешка на бяло поле g2 · бяла пешка на черно поле h2 · бял топ на черно поле a1 · бял офицер на черно поле c1 · бяла дама на бяло поле d1 · бял цар на черно поле e1 · бял топ на бяло поле h1 | черен топ на бяло поле a8 · черен офицер на бяло поле c8 · черна дама на черно поле d8 · черен цар на бяло поле e8 · черен топ на черно поле h8 · черна пешка на черно поле a7 · черна пешка на бяло поле b7 · черна пешка на черно поле c7 · черен кон на бяло поле d7 · черен офицер на черно поле e7 · бял офицер на бяло поле f7 · черна пешка на черно поле g7 · черна пешка на бяло поле h7 · черна пешка на черно поле d6 · черен кон на черно поле f6 · черна пешка на черно поле e5 · бяла пешка на черно поле d4 · бяла пешка на бяло поле e4 · бял кон на черно поле c3 · бял кон на бяло поле f3 · бяла пешка на бяло поле a2 · бяла пешка на черно поле b2 · бяла пешка на бяло поле c2 · бяла пешка на черно поле f2 · бяла пешка на бяло поле g2 · бяла пешка на черно поле h2 · бял топ на черно поле a1 · бял офицер на черно поле c1 · бяла дама на бяло поле d1 · бял цар на черно поле e1 · бял топ на бяло поле h1 | черен топ на бяло поле a8 · черен офицер на бяло поле c8 · черна дама на черно поле d8 · черен цар на бяло поле e8 · черен топ на черно поле h8 · черна пешка на черно поле a7 · черна пешка на бяло поле b7 · черна пешка на черно поле c7 · черен кон на бяло поле d7 · черен офицер на черно поле e7 · бял офицер на бяло поле f7 · черна пешка на черно поле g7 · черна пешка на бяло поле h7 · черна пешка на черно поле d6 · черен кон на черно поле f6 · черна пешка на черно поле e5 · бяла пешка на черно поле d4 · бяла пешка на бяло поле e4 · бял кон на черно поле c3 · бял кон на бяло поле f3 · бяла пешка на бяло поле a2 · бяла пешка на черно поле b2 · бяла пешка на бяло поле c2 · бяла пешка на черно поле f2 · бяла пешка на бяло поле g2 · бяла пешка на черно поле h2 · бял топ на черно поле a1 · бял офицер на черно поле c1 · бяла дама на бяло поле d1 · бял цар на черно поле e1 · бял топ на бяло поле h1 | черен топ на бяло поле a8 · черен офицер на бяло поле c8 · черна дама на черно поле d8 · черен цар на бяло поле e8 · черен топ на черно поле h8 · черна пешка на черно поле a7 · черна пешка на бяло поле b7 · черна пешка на черно поле c7 · черен кон на бяло поле d7 · черен офицер на черно поле e7 · бял офицер на бяло поле f7 · черна пешка на черно поле g7 · черна пешка на бяло поле h7 · черна пешка на черно поле d6 · черен кон на черно поле f6 · черна пешка на черно поле e5 · бяла пешка на черно поле d4 · бяла пешка на бяло поле e4 · бял кон на черно поле c3 · бял кон на бяло поле f3 · бяла пешка на бяло поле a2 · бяла пешка на черно поле b2 · бяла пешка на бяло поле c2 · бяла пешка на черно поле f2 · бяла пешка на бяло поле g2 · бяла пешка на черно поле h2 · бял топ на черно поле a1 · бял офицер на черно поле c1 · бяла дама на бяло поле d1 · бял цар на черно поле e1 · бял топ на бяло поле h1 | черен топ на бяло поле a8 · черен офицер на бяло поле c8 · черна дама на черно поле d8 · черен цар на бяло поле e8 · черен топ на черно поле h8 · черна пешка на черно поле a7 · черна пешка на бяло поле b7 · черна пешка на черно поле c7 · черен кон на бяло поле d7 · черен офицер на черно поле e7 · бял офицер на бяло поле f7 · черна пешка на черно поле g7 · черна пешка на бяло поле h7 · черна пешка на черно поле d6 · черен кон на черно поле f6 · черна пешка на черно поле e5 · бяла пешка на черно поле d4 · бяла пешка на бяло поле e4 · бял кон на черно поле c3 · бял кон на бяло поле f3 · бяла пешка на бяло поле a2 · бяла пешка на черно поле b2 · бяла пешка на бяло поле c2 · бяла пешка на черно поле f2 · бяла пешка на бяло поле g2 · бяла пешка на черно поле h2 · бял топ на черно поле a1 · бял офицер на черно поле c1 · бяла дама на бяло поле d1 · бял цар на черно поле e1 · бял топ на бяло поле h1 | черен топ на бяло поле a8 · черен офицер на бяло поле c8 · черна дама на черно поле d8 · черен цар на бяло поле e8 · черен топ на черно поле h8 · черна пешка на черно поле a7 · черна пешка на бяло поле b7 · черна пешка на черно поле c7 · черен кон на бяло поле d7 · черен офицер на черно поле e7 · бял офицер на бяло поле f7 · черна пешка на черно поле g7 · черна пешка на бяло поле h7 · черна пешка на черно поле d6 · черен кон на черно поле f6 · черна пешка на черно поле e5 · бяла пешка на черно поле d4 · бяла пешка на бяло поле e4 · бял кон на черно поле c3 · бял кон на бяло поле f3 · бяла пешка на бяло поле a2 · бяла пешка на черно поле b2 · бяла пешка на бяло поле c2 · бяла пешка на черно поле f2 · бяла пешка на бяло поле g2 · бяла пешка на черно поле h2 · бял топ на черно поле a1 · бял офицер на черно поле c1 · бяла дама на бяло поле d1 · бял цар на черно поле e1 · бял топ на бяло поле h1 | черен топ на бяло поле a8 · черен офицер на бяло поле c8 · черна дама на черно поле d8 · черен цар на бяло поле e8 · черен топ на черно поле h8 · черна пешка на черно поле a7 · черна пешка на бяло поле b7 · черна пешка на черно поле c7 · черен кон на бяло поле d7 · черен офицер на черно поле e7 · бял офицер на бяло поле f7 · черна пешка на черно поле g7 · черна пешка на бяло поле h7 · черна пешка на черно поле d6 · черен кон на черно поле f6 · черна пешка на черно поле e5 · бяла пешка на черно поле d4 · бяла пешка на бяло поле e4 · бял кон на черно поле c3 · бял кон на бяло поле f3 · бяла пешка на бяло поле a2 · бяла пешка на черно поле b2 · бяла пешка на бяло поле c2 · бяла пешка на черно поле f2 · бяла пешка на бяло поле g2 · бяла пешка на черно поле h2 · бял топ на черно поле a1 · бял офицер на черно поле c1 · бяла дама на бяло поле d1 · бял цар на черно поле e1 · бял топ на бяло поле h1 | 3 |
| 2 | черен топ на бяло поле a8 · черен офицер на бяло поле c8 · черна дама на черно поле d8 · черен цар на бяло поле e8 · черен топ на черно поле h8 · черна пешка на черно поле a7 · черна пешка на бяло поле b7 · черна пешка на черно поле c7 · черен кон на бяло поле d7 · черен офицер на черно поле e7 · бял офицер на бяло поле f7 · черна пешка на черно поле g7 · черна пешка на бяло поле h7 · черна пешка на черно поле d6 · черен кон на черно поле f6 · черна пешка на черно поле e5 · бяла пешка на черно поле d4 · бяла пешка на бяло поле e4 · бял кон на черно поле c3 · бял кон на бяло поле f3 · бяла пешка на бяло поле a2 · бяла пешка на черно поле b2 · бяла пешка на бяло поле c2 · бяла пешка на черно поле f2 · бяла пешка на бяло поле g2 · бяла пешка на черно поле h2 · бял топ на черно поле a1 · бял офицер на черно поле c1 · бяла дама на бяло поле d1 · бял цар на черно поле e1 · бял топ на бяло поле h1 | черен топ на бяло поле a8 · черен офицер на бяло поле c8 · черна дама на черно поле d8 · черен цар на бяло поле e8 · черен топ на черно поле h8 · черна пешка на черно поле a7 · черна пешка на бяло поле b7 · черна пешка на черно поле c7 · черен кон на бяло поле d7 · черен офицер на черно поле e7 · бял офицер на бяло поле f7 · черна пешка на черно поле g7 · черна пешка на бяло поле h7 · черна пешка на черно поле d6 · черен кон на черно поле f6 · черна пешка на черно поле e5 · бяла пешка на черно поле d4 · бяла пешка на бяло поле e4 · бял кон на черно поле c3 · бял кон на бяло поле f3 · бяла пешка на бяло поле a2 · бяла пешка на черно поле b2 · бяла пешка на бяло поле c2 · бяла пешка на черно поле f2 · бяла пешка на бяло поле g2 · бяла пешка на черно поле h2 · бял топ на черно поле a1 · бял офицер на черно поле c1 · бяла дама на бяло поле d1 · бял цар на черно поле e1 · бял топ на бяло поле h1 | черен топ на бяло поле a8 · черен офицер на бяло поле c8 · черна дама на черно поле d8 · черен цар на бяло поле e8 · черен топ на черно поле h8 · черна пешка на черно поле a7 · черна пешка на бяло поле b7 · черна пешка на черно поле c7 · черен кон на бяло поле d7 · черен офицер на черно поле e7 · бял офицер на бяло поле f7 · черна пешка на черно поле g7 · черна пешка на бяло поле h7 · черна пешка на черно поле d6 · черен кон на черно поле f6 · черна пешка на черно поле e5 · бяла пешка на черно поле d4 · бяла пешка на бяло поле e4 · бял кон на черно поле c3 · бял кон на бяло поле f3 · бяла пешка на бяло поле a2 · бяла пешка на черно поле b2 · бяла пешка на бяло поле c2 · бяла пешка на черно поле f2 · бяла пешка на бяло поле g2 · бяла пешка на черно поле h2 · бял топ на черно поле a1 · бял офицер на черно поле c1 · бяла дама на бяло поле d1 · бял цар на черно поле e1 · бял топ на бяло поле h1 | черен топ на бяло поле a8 · черен офицер на бяло поле c8 · черна дама на черно поле d8 · черен цар на бяло поле e8 · черен топ на черно поле h8 · черна пешка на черно поле a7 · черна пешка на бяло поле b7 · черна пешка на черно поле c7 · черен кон на бяло поле d7 · черен офицер на черно поле e7 · бял офицер на бяло поле f7 · черна пешка на черно поле g7 · черна пешка на бяло поле h7 · черна пешка на черно поле d6 · черен кон на черно поле f6 · черна пешка на черно поле e5 · бяла пешка на черно поле d4 · бяла пешка на бяло поле e4 · бял кон на черно поле c3 · бял кон на бяло поле f3 · бяла пешка на бяло поле a2 · бяла пешка на черно поле b2 · бяла пешка на бяло поле c2 · бяла пешка на черно поле f2 · бяла пешка на бяло поле g2 · бяла пешка на черно поле h2 · бял топ на черно поле a1 · бял офицер на черно поле c1 · бяла дама на бяло поле d1 · бял цар на черно поле e1 · бял топ на бяло поле h1 | черен топ на бяло поле a8 · черен офицер на бяло поле c8 · черна дама на черно поле d8 · черен цар на бяло поле e8 · черен топ на черно поле h8 · черна пешка на черно поле a7 · черна пешка на бяло поле b7 · черна пешка на черно поле c7 · черен кон на бяло поле d7 · черен офицер на черно поле e7 · бял офицер на бяло поле f7 · черна пешка на черно поле g7 · черна пешка на бяло поле h7 · черна пешка на черно поле d6 · черен кон на черно поле f6 · черна пешка на черно поле e5 · бяла пешка на черно поле d4 · бяла пешка на бяло поле e4 · бял кон на черно поле c3 · бял кон на бяло поле f3 · бяла пешка на бяло поле a2 · бяла пешка на черно поле b2 · бяла пешка на бяло поле c2 · бяла пешка на черно поле f2 · бяла пешка на бяло поле g2 · бяла пешка на черно поле h2 · бял топ на черно поле a1 · бял офицер на черно поле c1 · бяла дама на бяло поле d1 · бял цар на черно поле e1 · бял топ на бяло поле h1 | черен топ на бяло поле a8 · черен офицер на бяло поле c8 · черна дама на черно поле d8 · черен цар на бяло поле e8 · черен топ на черно поле h8 · черна пешка на черно поле a7 · черна пешка на бяло поле b7 · черна пешка на черно поле c7 · черен кон на бяло поле d7 · черен офицер на черно поле e7 · бял офицер на бяло поле f7 · черна пешка на черно поле g7 · черна пешка на бяло поле h7 · черна пешка на черно поле d6 · черен кон на черно поле f6 · черна пешка на черно поле e5 · бяла пешка на черно поле d4 · бяла пешка на бяло поле e4 · бял кон на черно поле c3 · бял кон на бяло поле f3 · бяла пешка на бяло поле a2 · бяла пешка на черно поле b2 · бяла пешка на бяло поле c2 · бяла пешка на черно поле f2 · бяла пешка на бяло поле g2 · бяла пешка на черно поле h2 · бял топ на черно поле a1 · бял офицер на черно поле c1 · бяла дама на бяло поле d1 · бял цар на черно поле e1 · бял топ на бяло поле h1 | черен топ на бяло поле a8 · черен офицер на бяло поле c8 · черна дама на черно поле d8 · черен цар на бяло поле e8 · черен топ на черно поле h8 · черна пешка на черно поле a7 · черна пешка на бяло поле b7 · черна пешка на черно поле c7 · черен кон на бяло поле d7 · черен офицер на черно поле e7 · бял офицер на бяло поле f7 · черна пешка на черно поле g7 · черна пешка на бяло поле h7 · черна пешка на черно поле d6 · черен кон на черно поле f6 · черна пешка на черно поле e5 · бяла пешка на черно поле d4 · бяла пешка на бяло поле e4 · бял кон на черно поле c3 · бял кон на бяло поле f3 · бяла пешка на бяло поле a2 · бяла пешка на черно поле b2 · бяла пешка на бяло поле c2 · бяла пешка на черно поле f2 · бяла пешка на бяло поле g2 · бяла пешка на черно поле h2 · бял топ на черно поле a1 · бял офицер на черно поле c1 · бяла дама на бяло поле d1 · бял цар на черно поле e1 · бял топ на бяло поле h1 | черен топ на бяло поле a8 · черен офицер на бяло поле c8 · черна дама на черно поле d8 · черен цар на бяло поле e8 · черен топ на черно поле h8 · черна пешка на черно поле a7 · черна пешка на бяло поле b7 · черна пешка на черно поле c7 · черен кон на бяло поле d7 · черен офицер на черно поле e7 · бял офицер на бяло поле f7 · черна пешка на черно поле g7 · черна пешка на бяло поле h7 · черна пешка на черно поле d6 · черен кон на черно поле f6 · черна пешка на черно поле e5 · бяла пешка на черно поле d4 · бяла пешка на бяло поле e4 · бял кон на черно поле c3 · бял кон на бяло поле f3 · бяла пешка на бяло поле a2 · бяла пешка на черно поле b2 · бяла пешка на бяло поле c2 · бяла пешка на черно поле f2 · бяла пешка на бяло поле g2 · бяла пешка на черно поле h2 · бял топ на черно поле a1 · бял офицер на черно поле c1 · бяла дама на бяло поле d1 · бял цар на черно поле e1 · бял топ на бяло поле h1 | 2 |
| 1 | черен топ на бяло поле a8 · черен офицер на бяло поле c8 · черна дама на черно поле d8 · черен цар на бяло поле e8 · черен топ на черно поле h8 · черна пешка на черно поле a7 · черна пешка на бяло поле b7 · черна пешка на черно поле c7 · черен кон на бяло поле d7 · черен офицер на черно поле e7 · бял офицер на бяло поле f7 · черна пешка на черно поле g7 · черна пешка на бяло поле h7 · черна пешка на черно поле d6 · черен кон на черно поле f6 · черна пешка на черно поле e5 · бяла пешка на черно поле d4 · бяла пешка на бяло поле e4 · бял кон на черно поле c3 · бял кон на бяло поле f3 · бяла пешка на бяло поле a2 · бяла пешка на черно поле b2 · бяла пешка на бяло поле c2 · бяла пешка на черно поле f2 · бяла пешка на бяло поле g2 · бяла пешка на черно поле h2 · бял топ на черно поле a1 · бял офицер на черно поле c1 · бяла дама на бяло поле d1 · бял цар на черно поле e1 · бял топ на бяло поле h1 | черен топ на бяло поле a8 · черен офицер на бяло поле c8 · черна дама на черно поле d8 · черен цар на бяло поле e8 · черен топ на черно поле h8 · черна пешка на черно поле a7 · черна пешка на бяло поле b7 · черна пешка на черно поле c7 · черен кон на бяло поле d7 · черен офицер на черно поле e7 · бял офицер на бяло поле f7 · черна пешка на черно поле g7 · черна пешка на бяло поле h7 · черна пешка на черно поле d6 · черен кон на черно поле f6 · черна пешка на черно поле e5 · бяла пешка на черно поле d4 · бяла пешка на бяло поле e4 · бял кон на черно поле c3 · бял кон на бяло поле f3 · бяла пешка на бяло поле a2 · бяла пешка на черно поле b2 · бяла пешка на бяло поле c2 · бяла пешка на черно поле f2 · бяла пешка на бяло поле g2 · бяла пешка на черно поле h2 · бял топ на черно поле a1 · бял офицер на черно поле c1 · бяла дама на бяло поле d1 · бял цар на черно поле e1 · бял топ на бяло поле h1 | черен топ на бяло поле a8 · черен офицер на бяло поле c8 · черна дама на черно поле d8 · черен цар на бяло поле e8 · черен топ на черно поле h8 · черна пешка на черно поле a7 · черна пешка на бяло поле b7 · черна пешка на черно поле c7 · черен кон на бяло поле d7 · черен офицер на черно поле e7 · бял офицер на бяло поле f7 · черна пешка на черно поле g7 · черна пешка на бяло поле h7 · черна пешка на черно поле d6 · черен кон на черно поле f6 · черна пешка на черно поле e5 · бяла пешка на черно поле d4 · бяла пешка на бяло поле e4 · бял кон на черно поле c3 · бял кон на бяло поле f3 · бяла пешка на бяло поле a2 · бяла пешка на черно поле b2 · бяла пешка на бяло поле c2 · бяла пешка на черно поле f2 · бяла пешка на бяло поле g2 · бяла пешка на черно поле h2 · бял топ на черно поле a1 · бял офицер на черно поле c1 · бяла дама на бяло поле d1 · бял цар на черно поле e1 · бял топ на бяло поле h1 | черен топ на бяло поле a8 · черен офицер на бяло поле c8 · черна дама на черно поле d8 · черен цар на бяло поле e8 · черен топ на черно поле h8 · черна пешка на черно поле a7 · черна пешка на бяло поле b7 · черна пешка на черно поле c7 · черен кон на бяло поле d7 · черен офицер на черно поле e7 · бял офицер на бяло поле f7 · черна пешка на черно поле g7 · черна пешка на бяло поле h7 · черна пешка на черно поле d6 · черен кон на черно поле f6 · черна пешка на черно поле e5 · бяла пешка на черно поле d4 · бяла пешка на бяло поле e4 · бял кон на черно поле c3 · бял кон на бяло поле f3 · бяла пешка на бяло поле a2 · бяла пешка на черно поле b2 · бяла пешка на бяло поле c2 · бяла пешка на черно поле f2 · бяла пешка на бяло поле g2 · бяла пешка на черно поле h2 · бял топ на черно поле a1 · бял офицер на черно поле c1 · бяла дама на бяло поле d1 · бял цар на черно поле e1 · бял топ на бяло поле h1 | черен топ на бяло поле a8 · черен офицер на бяло поле c8 · черна дама на черно поле d8 · черен цар на бяло поле e8 · черен топ на черно поле h8 · черна пешка на черно поле a7 · черна пешка на бяло поле b7 · черна пешка на черно поле c7 · черен кон на бяло поле d7 · черен офицер на черно поле e7 · бял офицер на бяло поле f7 · черна пешка на черно поле g7 · черна пешка на бяло поле h7 · черна пешка на черно поле d6 · черен кон на черно поле f6 · черна пешка на черно поле e5 · бяла пешка на черно поле d4 · бяла пешка на бяло поле e4 · бял кон на черно поле c3 · бял кон на бяло поле f3 · бяла пешка на бяло поле a2 · бяла пешка на черно поле b2 · бяла пешка на бяло поле c2 · бяла пешка на черно поле f2 · бяла пешка на бяло поле g2 · бяла пешка на черно поле h2 · бял топ на черно поле a1 · бял офицер на черно поле c1 · бяла дама на бяло поле d1 · бял цар на черно поле e1 · бял топ на бяло поле h1 | черен топ на бяло поле a8 · черен офицер на бяло поле c8 · черна дама на черно поле d8 · черен цар на бяло поле e8 · черен топ на черно поле h8 · черна пешка на черно поле a7 · черна пешка на бяло поле b7 · черна пешка на черно поле c7 · черен кон на бяло поле d7 · черен офицер на черно поле e7 · бял офицер на бяло поле f7 · черна пешка на черно поле g7 · черна пешка на бяло поле h7 · черна пешка на черно поле d6 · черен кон на черно поле f6 · черна пешка на черно поле e5 · бяла пешка на черно поле d4 · бяла пешка на бяло поле e4 · бял кон на черно поле c3 · бял кон на бяло поле f3 · бяла пешка на бяло поле a2 · бяла пешка на черно поле b2 · бяла пешка на бяло поле c2 · бяла пешка на черно поле f2 · бяла пешка на бяло поле g2 · бяла пешка на черно поле h2 · бял топ на черно поле a1 · бял офицер на черно поле c1 · бяла дама на бяло поле d1 · бял цар на черно поле e1 · бял топ на бяло поле h1 | черен топ на бяло поле a8 · черен офицер на бяло поле c8 · черна дама на черно поле d8 · черен цар на бяло поле e8 · черен топ на черно поле h8 · черна пешка на черно поле a7 · черна пешка на бяло поле b7 · черна пешка на черно поле c7 · черен кон на бяло поле d7 · черен офицер на черно поле e7 · бял офицер на бяло поле f7 · черна пешка на черно поле g7 · черна пешка на бяло поле h7 · черна пешка на черно поле d6 · черен кон на черно поле f6 · черна пешка на черно поле e5 · бяла пешка на черно поле d4 · бяла пешка на бяло поле e4 · бял кон на черно поле c3 · бял кон на бяло поле f3 · бяла пешка на бяло поле a2 · бяла пешка на черно поле b2 · бяла пешка на бяло поле c2 · бяла пешка на черно поле f2 · бяла пешка на бяло поле g2 · бяла пешка на черно поле h2 · бял топ на черно поле a1 · бял офицер на черно поле c1 · бяла дама на бяло поле d1 · бял цар на черно поле e1 · бял топ на бяло поле h1 | черен топ на бяло поле a8 · черен офицер на бяло поле c8 · черна дама на черно поле d8 · черен цар на бяло поле e8 · черен топ на черно поле h8 · черна пешка на черно поле a7 · черна пешка на бяло поле b7 · черна пешка на черно поле c7 · черен кон на бяло поле d7 · черен офицер на черно поле e7 · бял офицер на бяло поле f7 · черна пешка на черно поле g7 · черна пешка на бяло поле h7 · черна пешка на черно поле d6 · черен кон на черно поле f6 · черна пешка на черно поле e5 · бяла пешка на черно поле d4 · бяла пешка на бяло поле e4 · бял кон на черно поле c3 · бял кон на бяло поле f3 · бяла пешка на бяло поле a2 · бяла пешка на черно поле b2 · бяла пешка на бяло поле c2 · бяла пешка на черно поле f2 · бяла пешка на бяло поле g2 · бяла пешка на черно поле h2 · бял топ на черно поле a1 · бял офицер на черно поле c1 · бяла дама на бяло поле d1 · бял цар на черно поле e1 · бял топ на бяло поле h1 | 1 |
|   | a | b | c | d | e | f | g | h |   |

### Мними жертви
- Позиционна жертва
- Резултатна жертва
- Матова жертва

### Реални жертви
- Развиваща жертва
- Затрудняваща жертва
- Препятстваща жертва
- Линейна жертва
- Освобождаваща жертва
- Отвличаща жертва
- Жертва против позиция на рокада
- Преследваща жертва